# Euromajdan

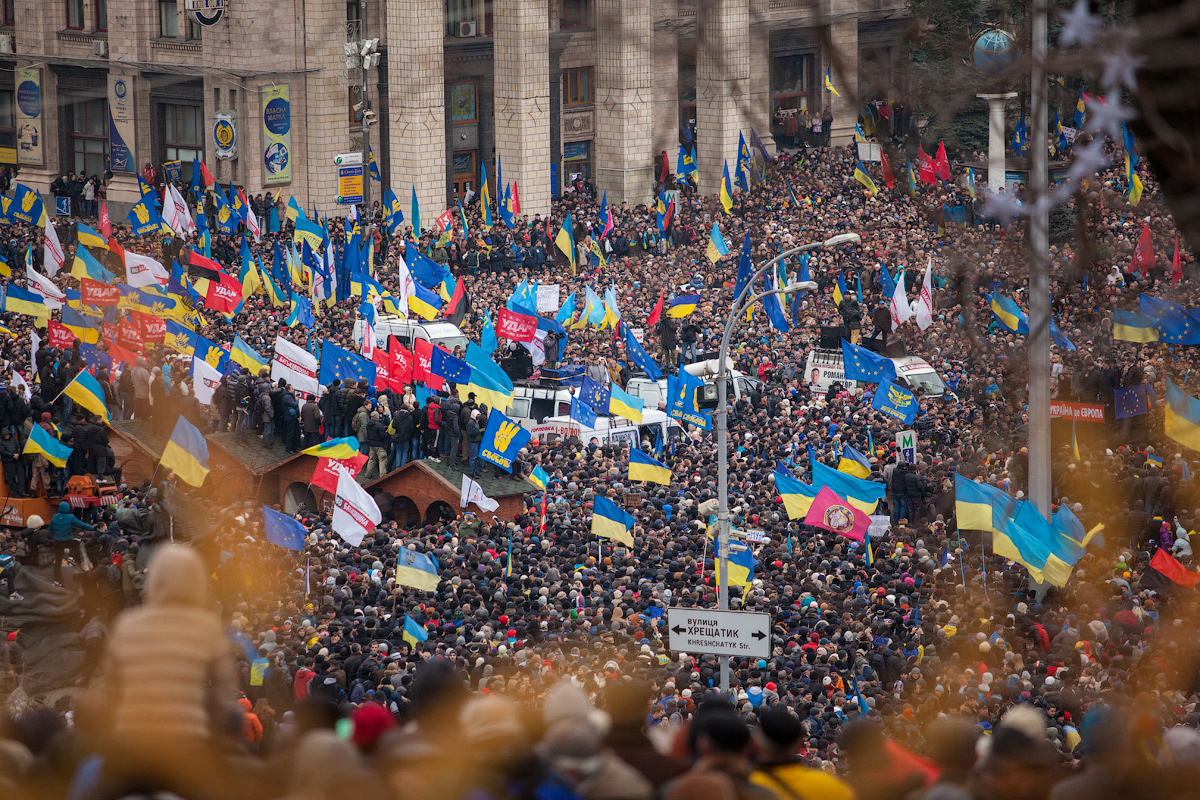
Euromajdan i Kiev, 1 december 2013.

Euromajdan (ukrainska: Євромайдан, "Jevromajdan" – se Etymologi) var en politisk protest som inleddes 21 november 2013 med ett upplopp som pågick främst på Självständighetstorget och vid flera regeringsbyggnader i Ukrainas huvudstad Kiev, men också i flera andra ukrainska städer. Under januari och februari 2014 utvecklades protesterna till en revolt mot den sittande regimen, och efter svåra sammandrabbningar i Kiev med ett stort antal döda avsattes president Viktor Janukovytj 22 februari av radan, landets parlament.
Protesterna började som demonstrationer riktade mot ett uteblivet samarbetsavtal mellan Ukraina och EU som skulle kunna ge Ukraina ett större oberoende från Ryssland. Demonstrationerna utvecklades till en mer allmän protest mot president Viktor Janukovytj och Mykola Azarov-regeringens ryssvänliga utrikespolitik och användning av våld mot demonstranterna. Demonstrationerna har jämförts med "Orangea revolutionen" 2004.
I Kiev pågick demonstrationerna så gott som dagligen från starten den 21 november. Demonstrationerna var som störst på söndagarna och nådde sitt största omfång den 1 och 8 december då 400 000–800 000 demonstranter samlades. Oppositionen försökte samtidigt att blockera arbetet i parlamentet, Verchovna Rada. Oppositionen manade också flera gånger till generalstrejk utan att lyckas genomföra detta.
Den tidigare presidenten Leonid Kravtjuk tog den 9 december initiativ till ett möte mellan representanter för regeringen, men oppositionen var inte inbjuden. Två dagar senare gick Viktor Janukovytj ut med en inbjudan till oppositionen för samtal om landets kris, men fick inget gensvar. Därmed ledde inte initiativet till någon lösning.
Ett handelsavtal med Ryssland, misshandeln av journalisten Tetiana Tjornovil och terroristdomen mot tre högerextremister och de efterföljande våldsscenerna, var händelser som i omgångar gav ny kraft åt protesterna.
Oppositionen fick ny vind i seglen efter en ny lag som begränsade mötesfriheten. Lagen infördes den 17 januari 2014 och skulle göra det svårare att organisera demonstrationer, och på söndagen den 19 januari samlades därför åter mellan 100 000 och 200 000 demonstranter på Majdan Nezalezjnosti i en demonstration mot lagen. I närheten av parlamentet drabbade senare flera demonstranter samman med kravallpolisen.
I slutet av januari och början av februari övertogs kontrollen av flera regionala regeringsbyggnader framförallt i västra Ukraina av Euromajdan-demonstranter. Häftiga gatukravaller i mitten av februari i Kiev ledde till att demonstranterna satte hus i brand och att skarp ammunition användes mot poliser och demonstranter. Resultatet blev 105 döda, både poliser och demonstranter.
Under februari förändrade protesterna inriktning och krav ställdes på Janukovytjs avgång. Dödsskjutningarna den 20 februari ledde till att regimen förlorade kontrollen över radan. Parlamentet kunde 22 februari driva igenom ett antal lagar som innebar att polisen togs bort från Kievs gator, att 2004 års författning återinfördes, oppositionella fångar, inklusive Julia Tymosjenko som västvärlden och hennes anhängare sett som dömd i en politisk rättegång, släpptes fria och att Viktor Janukovytj avsattes under tveksamma konstitutionella omständigheter. Janukovytj flydde genom en brådstörtad resa till Charkiv, vägrade att acceptera parlamentets beslut och kallade det hela för en statskupp. Han gick kort efter i exil i Ryssland. Parlamentet utlyste nyval till presidentposten 25 maj 2014.
I månadsskiftet februari/mars skedde ett illegalt maktövertagande på Krim av Ryssland, se vidare Krimkrisen 2014.
I Kiev övergick Euromajdan-demonstrationerna i en ockupation av Självständighetstorget, som fortsatte efter den tidigare oppositionens maktövertagande. Som nyvald borgmästare försökte Euromajdan-ledaren Klytjko i juni 2014 att tömma torget på demonstranter utan att lyckas. Hans åsikt fick stöd bland många Kievbor som var trötta på tältlägren och trafikstockningarna. Däremot visade de som då fortfarande höll till på torget ingen vilja att gå hem.
7 augusti gjorde regeringen ett nytt försök att med runt 300 arbetare röja bort tälten och avspärrningarna på gatan Chresjtjatyk som löper förbi Självständighetstorget. Det var då det kraftigaste försöket att rensa upp torget. Detta hindrades dock av ett dussintal demonstranterna som fortfarande var kvar på torget och som i protest tände eld på bildäck.
Två dagar senare lyckades myndigheterna att upplösa protesterna på torget.

## Etymologi
Benämningen "Euromaidan" var ursprungligen en hashtag som användes på Twitter. En Twitter-användarprofil med namnet "Euromaidan" skapades på protesternas första dag. Namnet blev snabbt populärt i internationella medier. Ordet Euromaidan består av två delar: Euro står för Europa och maidan betyder torg i namnet Majdan Nezalezjnosti (Självständighetstorget), Kievs centrala offentliga torg, där protesterna till största delen pågick.

## Karaktär och bakgrund

### Andra möten och våldsutnyttjande
Demonstrationerna sammanföll med två årligen återkommande händelser: Den årliga nyårskonserten på Självständighetstorget samlade även under Euromajdan cirka 200 000 människor, men detta års firande blev en del av protesterna och arrangerades helt av oppositionsledarna. På Nyårsdagen marscherade 15 000 demonstranter genom Kievs gator i den årliga hyllningen av nationalisten Stepan Bandera. Några av demonstranterna bar den gamla tysk–ukrainska divisionens uniformer.
Euromajdan präglades av våldsamheter med inslag av polisvåld och Janukovytj och både regeringen och demonstranter har beskyllts för ha använt krypskyttar för att döda demonstranter, men även demonstranterna hade ett våldsamt beteende. En del av demonstranterna var beväpnade med järnrör, kofötter, käppar, stenar, kättingar och rökbomber. Polisen skingrade flera gångar demonstranterna med tårgas. Även vandalisering förekom.

### Allmän bakgrund
Ukraina tecknade den 30 mars 2012 ett samarbetsavtal med EU inom ramen för det Östliga partnerskapet. Avtalet skulle ratificeras i november 2013, men Ukrainas president Janukovytj valde att skjuta upp ratificeringen. Under tiden fortsatte Ukrainas regering samtal med Ryssland om ländernas framtida handelsförbindelser och om inträde i tullunionen den eurasiatiska unionen EAU (ukrainska: Євразійський Союз), tillsammans med Ryssland, Kazakstan, Armenien och Vitryssland.
I slutet av juli 2013 stoppade Ryssland importen av choklad och annat godis från Ukrainas största konfektyrproducent Roshen, som ägs av den senare presidenten Petro Porosjenko. Kvaliteten var för låg hette det officiellt, men händelsen tolkades i Ukraina och EU som ett ryskt sätt att stoppa Ukrainas närmande mot EU. I augusti 2013 fortsatte handelskriget med ytterligare importstopp från Rysslands sida. Den 21 november inleddes oppositionens protester i huvudstaden Kiev där demonstranterna krävde Ukrainas integrering i EU-samarbetet och en västorienterad politik. Demonstranterna vill att Ukraina skriver ett avtal med EU istället för Ryssland.
President Viktor Janukovytj kom till EU-toppmötet i Vilnius i mitten av november med en för EU oväntad kravlista, något som ogillades av EU:s representanter. Därför valde presidenten att pausa förhandlingarna om ett samarbets- och frihandelsavtal med EU den 29 november. Beslutet väckte starka känslor hos den del av Ukrainas befolkning och den del av ukrainska diasporan som stödjer oppositionen. Dessa känslor förstärktes av att presidenten samtidigt höll på att färdigställa ett avtal om inträde i den eurasiatiska unionen med Ryssland. Under demonstrationerna hade presidenten flera möten med ryska representanter, som ledde till det ukrainsk-ryska handelsavtalet den 17 december.
Av EU:s krav på Ukraina för att få till stånd ett ekonomiskt avtal var det tydligaste kravet att Julia Tymosjenko skulle släppas ur fängelse, även om de tidigare östländerna i EU ansåg att det geopolitiskt var bäst att skriva under avtalet så fort som möjligt. Tymosjenko dömdes 2011 till sju års fängelse för förskingring och maktmissbruk efter att ha skrivit under ett gaskontrakt med Ryssland under sin tid som premiärminister, men EU såg henne som politisk fånge. Tymosjenko hade dock ingen framträdande roll i Euromajdan, förutom att hon hungerstrejkade 25 november till 6 december och framförde krav på regeringens omedelbara avgång i ett tal som lästes upp av hennes dotter Jevgenija Tymosjenko på Självständighetstorget. Partiet Fäderneslandet (Batkivsjtjyna), där Tymosjenko officiellt är ledare, anförs under Euromajdan och tiden därefter de facto av Arsenij Jatsenjuk, och Tymosjenkos frigivning var inte något uttalat krav från demonstranterna och deras ledare. Den 17 december, samma dag som det rysk-ukrainska avtalet blev klart, framkom det att EU fortfarande var redo att skriva under sitt avtal med Ukraina och det även utan att Julia Tymosjenko släpps ur fängelse för att få vård mot diskbråck utomlands.
De olika falangerna inom oppositionen var eniga om huvudfrågorna:
- Viktor Janukovytj skulle bort.
- Nyval skulle hållas.
- Avtalet med EU skulle skrivas på.

En del av protestledarna sägs tidigt ha bedömt att de antagligen inte skulle lyckas tvinga president Viktor Janukovytj att avgå och krävde istället att Janukovytj bytte ut regeringen, att gripna demonstranter släppts och att de poliser som använde övervåld mot demonstranterna straffades.
De extremnationalistiska tolkade handelsavtalet som undfallenhet gentemot Ryssland, vilket enligt dem utgör det stora hotet mot nationen. Den mer demokratiska delen av oppositionen som främst representerades vid partierna Fäderneslandet (Batkivsjtjyna) och UDAR såg risken av en utebliven "demokratiseringsprocess", som avtalet med EU hade bundit Ukraina till. Andra, till exempel de något mindre partitrogna ukrainarna, såg ett närmande till EU mer diffust som en väg mot en bättre framtid för landet och dem själva, till en plats för Ukraina i en europeisk kulturell och politisk gemenskap, samt visumfritt resande och ett kommande ukrainskt medlemskap i EU. Varken slopande av visumkrav eller ett omedelbart ukrainskt medlemskap i EU fanns eller finns på dagordningen, även om många ukrainare tror det. Flera oppositionsledare hade redan innan handelsavtalet med Ryssland sagt att målet inte längre enbart var EU-avtalet utan främst att Viktor Janukovytj skulle avsättas.

### Skiljelinjer i ukrainsk politik
En viktig – om inte den viktigaste – skiljelinjen i ukrainsk politik går mellan de östra och västra delarna av landet. I de ryskspråkiga områdena i öster är de ryskvänliga vänstergrupperna starka. De västvänliga och nationalistiska grupperna är starka i det ukrainskspråkiga väst. Det finns även en religiös dimension i och med att östra Ukraina främst är ortodoxt, medan västra Ukraina främst är uniatiskt (grekisk-katolskt). De två grupperna var fram till förlusten av det till majoriteten ryskspråkiga Krim 2014 i stort sett lika stora. De ryssvänliga vänstergrupperna hade sedan självständigheten 1991 haft ett litet politiskt flertal; detta svängde i presidentvalet 2004 så att de västvänliga och nationalistiska grupperna fick ett litet flertal. Denna balans har sedan 2004 svängt fram och tillbaka och ger ständigt upphov till politiska kriser i landet.
Viktor Janukovytj var Ukrainas demokratiskt valda president. Han segrade i valet 2010, ett val som bedömdes som någorlunda fritt och rättvist, bland annat av OSSE. Därför var kravet på att Janukovytj skulle avgå inte självklart på samma sätt som det var 2003, efter det som flera västobservatörer beskrev som ett riggat presidentval.
Även efter att Janukovytj var blivit avsatt var det inte självklart att landets nytillsatta makthavare permanent skulle kunna leda landet. Den nya ledningen var splittrad i sina politiska mål och saknade en tydlig ledare, såsom tidigare Viktor Jusjtjenko och senare Julia Tymosjenko. Det kom under sommaren 2014 till en politisk maktkamp mellan de olika partier och rörelser inom majdan-rörelsen. En ny president valdes 26 maj, men parlamentet satt kvar fram till efter valet i oktober samma år.

## Deltagarna i Euromajdan

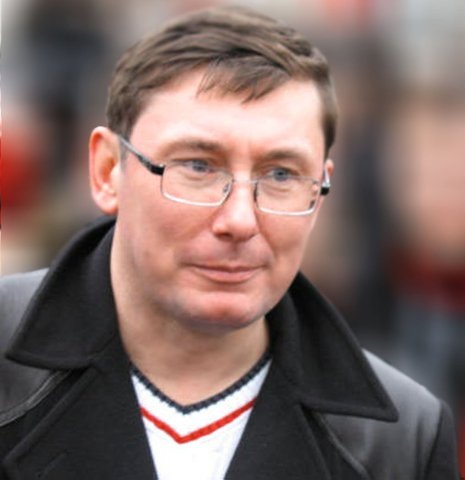
Jurij Lutsenko

Före detta inrikesministern Jurij Lutsenko utropade proteströrelsen som en ny "revolution" med argumentet att presidenten Janukovytj har förlorat folkets förtroende och måste avgå. 
De mest framträdande ledarna under Euromajdan har varit oppositionsledarna Vitalij Klytjko, Arsenij Jatsenjuk och Oleh Tyahnybok, som dagligen har hållit tal på demonstrationerna. Demonstrationerna har dominerats av den yngre generationen och sociala medier har haft en centrall roll i förmedling av budskap och för mobiliseringen av demonstranter.

### UDAR och dess ledare Vitalij Klytjko

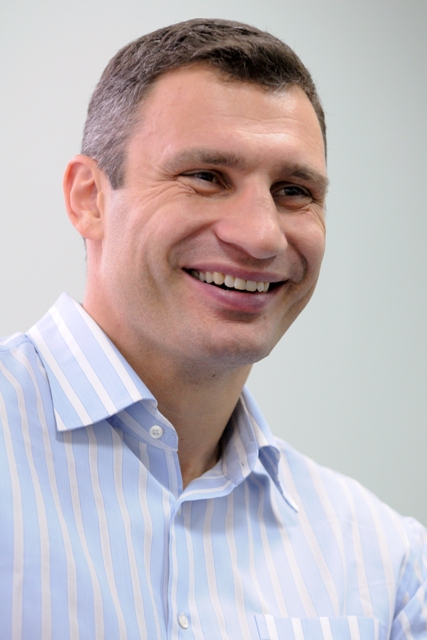
Vitalij Klytjko

Vitalij Klytjko är tidigare världsmästare i tungviktsboxning. Han har sedan 2012 suttit i det ukrainska parlamentet för sitt parti Ukrainska Demokratiska Alliansen för Reformer, UDAR. Namnet är en förkortning men också är det ukrainska ordet för ”slag”. Han meddelade i augusti 2013 att han vill ställa upp som kandidat i nästa presidentval 2015, men han är enligt vallagen inte berättigad att kandidera i presidentvalet, då han inte har ”bott permanent i Ukraina i tio år”. ”Ifall en person har permanent uppehälle i ett främmande land, anses denna individ inte bo i Ukraina.”. Under sin aktiva boxningskarriär bodde han en längre tid i Tyskland[när?], där han sedan många år har uppehållstillstånd. Han är född i Kazakiska SSR, men det är dock inget hinder att han inte är född i Ukraina. Klytjko är främst rysktalande men behärskar landets officiella språk ukrainska. Han talar dessutom polska, tyska och engelska.

### Fäderneslandsförbundet (Batkivsjtjyna) och dess ledare Arsenij Jatsenjuk

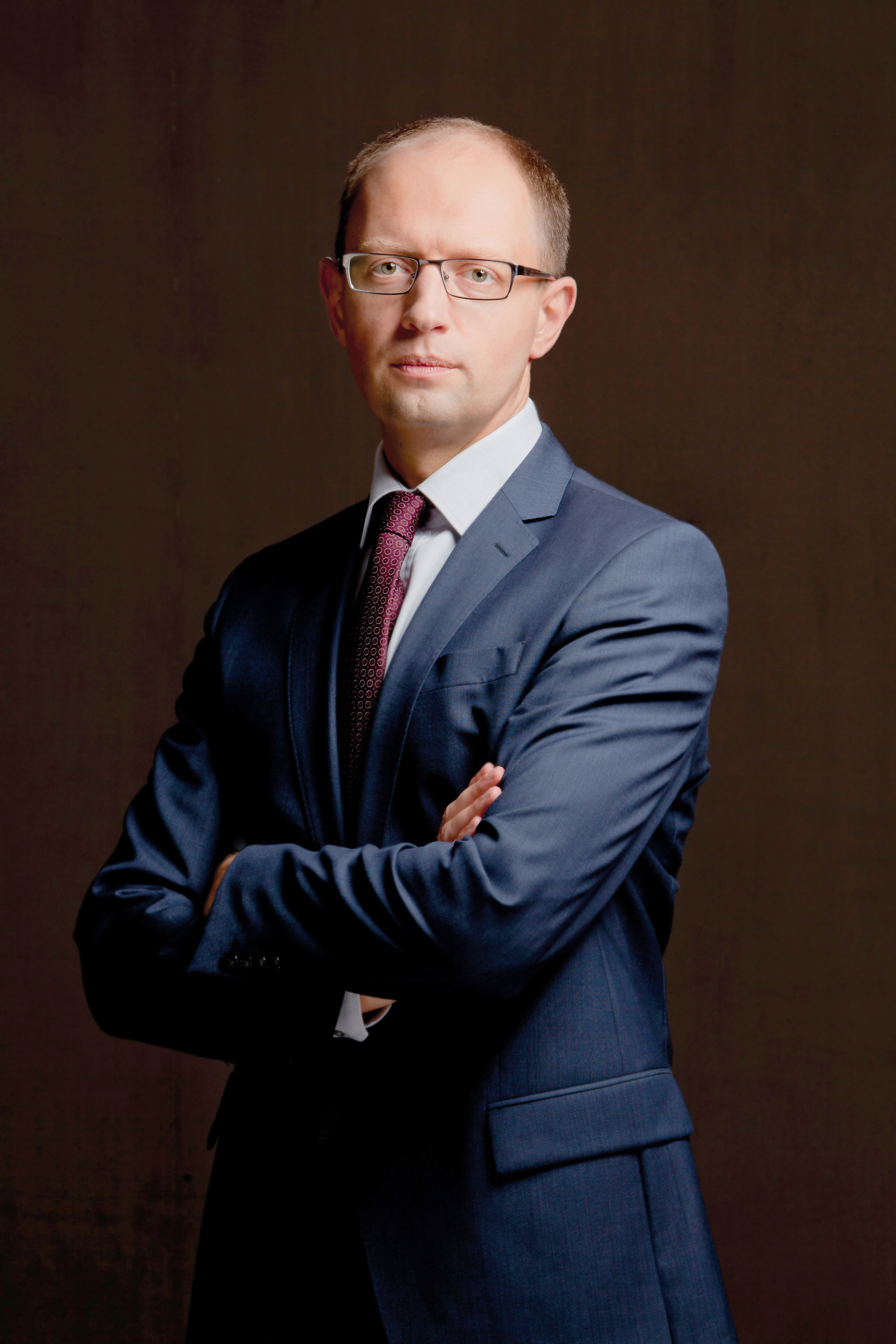
Arsenij Jatsenjuk

Arsenij Jatsenjuk är tidigare ekonomiminister, ordförande i parlamentet och kandiderade i presidentvalet 2010, där han på fjärde plats fick nästan 7% av rösterna. I juni 2013 gick han med i partiet Fäderneslandet (Batkivsjtjyna) där han de facto tagit över som den självklara ledaren efter Julia Tymosjenko blivit fängslad. 
Under presidentvalkampanjen blev Jatsenjuk offer för en smutskastningskampanj från en av de andra presidentkandidaterna, Serhij Ratusjnjak. En kampanj som anklagade honom för att vara "en fräck jude som samarbetar med de tjuvar som dominerar Ukraina, och som med hjälp av pengar som erhållits från brottslig verksamhet vill vinna valet." Ukrainas Överrabbin Yaakov Bleich gick då ut och dementerade att Jatsenjuk var jude, men misstankarna om att han är jude kan ha skadat hans image.

### Svoboda och deras ledare Oleh Tjahnybok

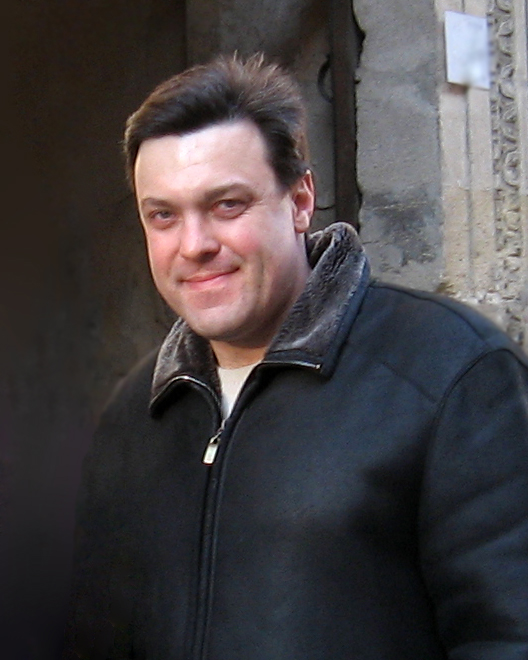
Oleh Tjahnybok

Protesternas demokratiska legitimitet komprometteras av deltagande av det nationalistiska partiet Svoboda som leds av Oleh Tjahnybok. Han var kandidat i presidentvalet 2010, där han på åttonde plats fick 1,4% av rösterna. Svoboda tillhör samma europeiska paraplyorganisation – Alliansen för europeiska nationella rörelser – som brittiska BNP, ungerska Jobbik och svenska Nationaldemokraterna.
På nyårsdagen marscherade 15 000 Euromajdan-demonstranter och anhängare av Svoboda och KUN genom Kievs gator for att fira 105-årsdagen för Stepan Bandera, flera av demonstranterna bar uniformer från Brandenburger-divisionen som de tysk/ukrainska bataljonerna Roland och Nachtigall bar i andra världskriget.

### Högerradikala nationalistiska grupper

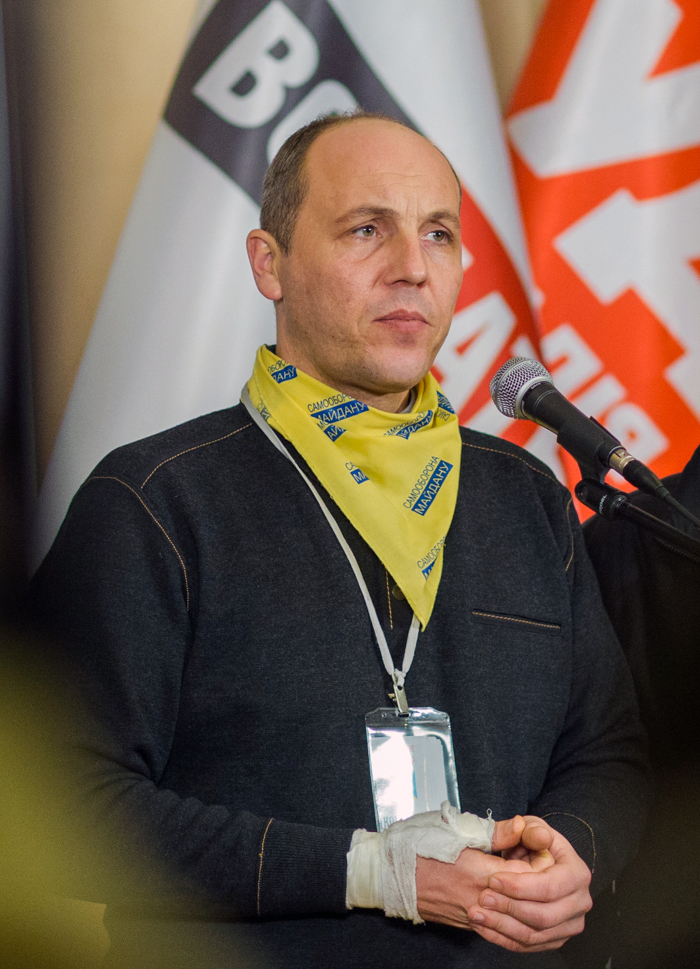
Andrij Parubij

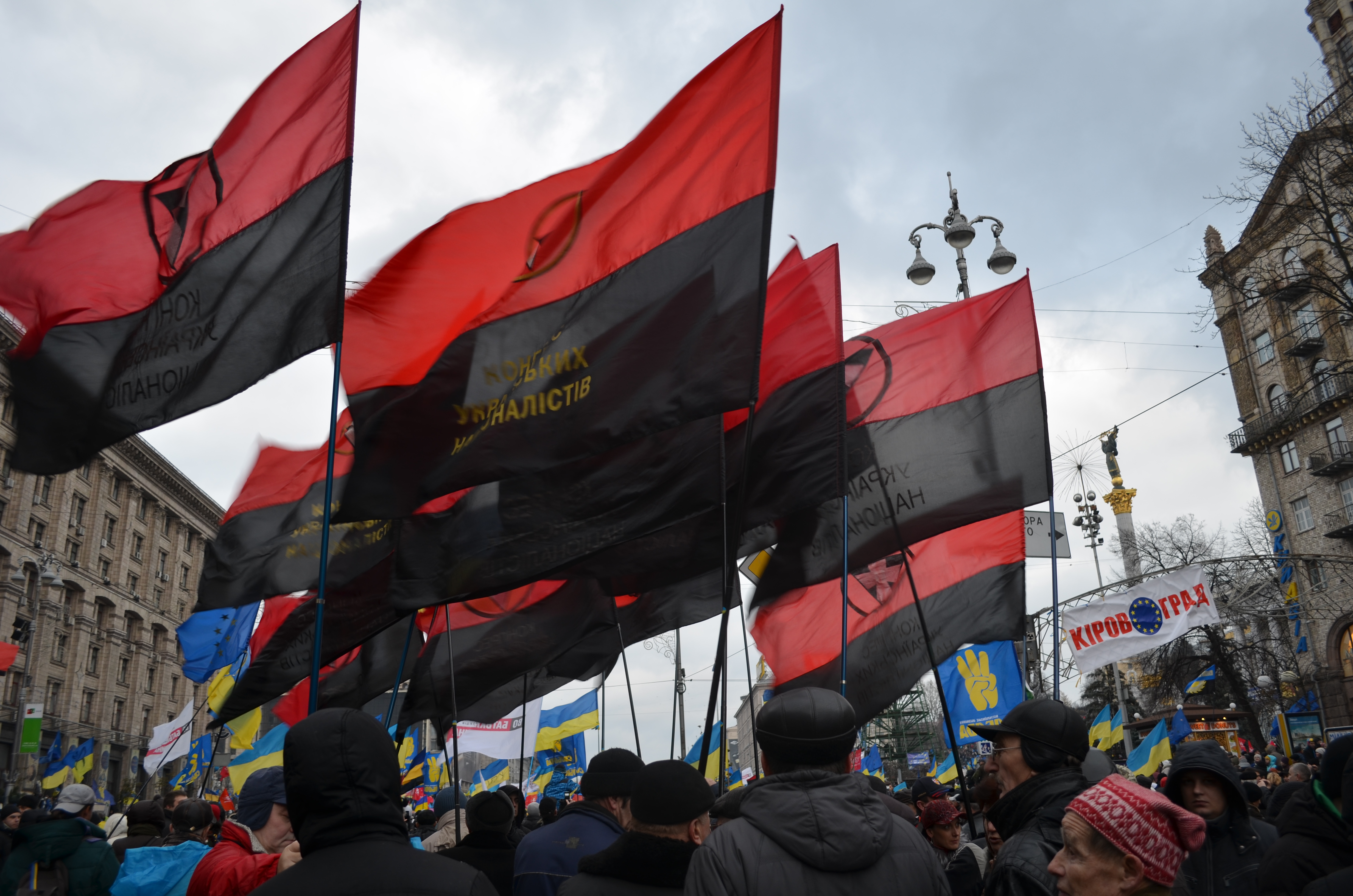
Demonstranter från ukrainska nationalistkongressen KUN vid Euromajdan i Kiev.

Demonstranter från paramilitära grupper som Högra Sektorn, UNA-UNSO, Ukrainska nationalistkongressen KUN och Bratstvo (Broderskapet) deltog vid Euromajdan i Kiev.
Dmytro Jarosj från Högra Sektorn var en av de mest tongivande ledare under protesterna och Högra Sektorn en av de våldsammare grupperingarna. Jarosj efterlyses internationellt av Ryssland för terrorism. En annan tongivande ledare var Andrij Parubij, som var samordnare av de paramilitära grupper.
Ingen av de paramilitära grupper är representera i det ukrainska parlamentet.
Även svenska "ukrainafrivilliga" från Svenskarnas parti och Nordisk ungdom har haft aktivister på plats i Kiev. Fredrik Hagberg höll bland annat ett tal i det ockuperade stadshuset  som sedan föranledde hans uppsägning från Försvarsmakten.

## Möjligt försök till statskupp

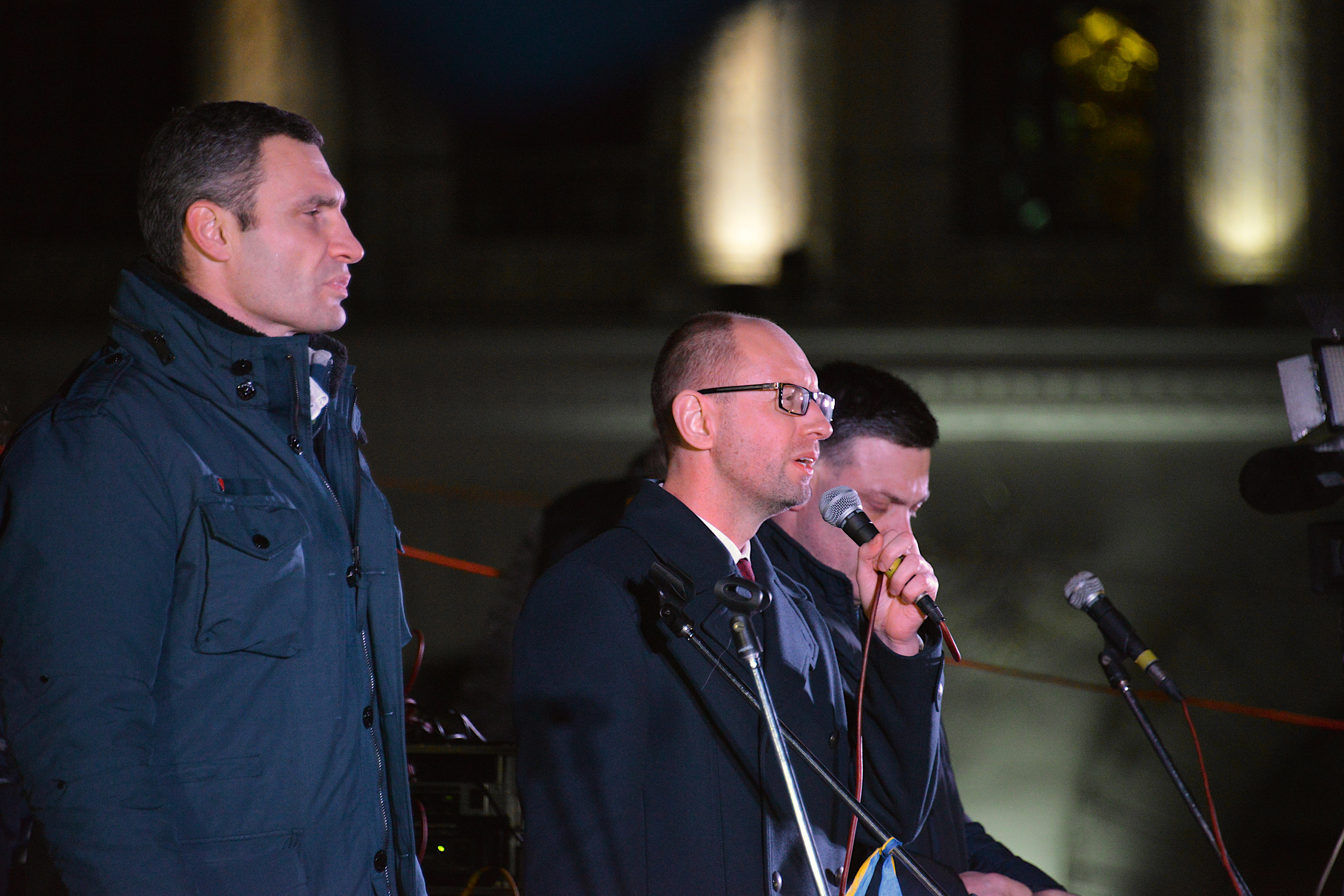
De tre ledande oppositionsledarna Vitalij Klytjko, Arsenij Jatsenjuk och Oleh Tiahnybok riskerar upp till tio års fängelse för statskuppsförsök under Euromajdan.

Ukrainas säkerhetstjänst, SBU, påbörjade redan under Euromajdan undersökningar om vissa politiker försökt att göra statskupp i Ukraina i samband med de omfattande demonstrationerna. Uppgifterna om att säkerhetstjänsten misstänker att vissa politiker förbereder en statskupp kom fram 8 december. Vilka politiker som skulle vara föremål för misstankarna har inte preciserats, men det rörde sig enligt nyhetsbyrån AFP sannolikt om de oppositionspolitiker som vid upprepade tillfällen uppmanat Viktor Janukovytj att lämna presidentposten, där de mest framträdande har varit oppositionsledarna Vitalij Klytjko, Arsenij Jatsenjuk och Oleh Tiahnybok. Om någon befinns skyldig till anklagelserna riskerar de upp till tio års fängelse.[källa behövs] Efter ett domstolsbeslut blev det största oppositionspartiet Fäderneslandets (Batkivsjtjyna) centrala högkvarter genomsökt av polisen den 9 december. Polisen beslagtog bland annat en server, vilket gjorde att partiets hemsida slocknade några timmar. Också det nationalistiska partiet, Svoboda, fick sitt kontor i Kiev genomsökt och vid polisens stormning skadades två personer ur Svobodas personal.[källa behövs] I december antog det ukrainska parlamentet och president Janukovitj en lag som ger amnesti för brott som begåtts i samband med Euromajdan, men om det är oklart om amnestin även gäller de politiker som undersöks för försök till statskupp.[källa behövs]
I januari kom det fram att Ukrainas säkerhetstjänst fortfarande höll på med brottsundersökningen kring stordemonstrationerna och misstankarna mot oppositionen för att ha förberett en statskupp. 
Det ska finnas bevis på att oppositionen hade planerat demonstrationerna och en statskupp sedan en längre tid. Bevisen lär finnas på en av Fäderneslandets datorer som beslagtogs under rannsakningarna i december. Datavolymen är mycket stor och mäts i tiotals terabyte. Utredningen kommer att ta två månader, enligt ett uttalande som säkerhetstjänstens chef Maksim Lenko gjorde 31 januari i TV-kanalen "112 Ukraina".
Eftersom den regering som tillsattes 22 februari domineras av Fäderneslandsförbundet och Svoboda är det inte troligt att något åtal kommer att väckas.[uppföljning saknas]

## Händelseförloppet på och runt Majdan

### Våldsamheter (bakgrund)

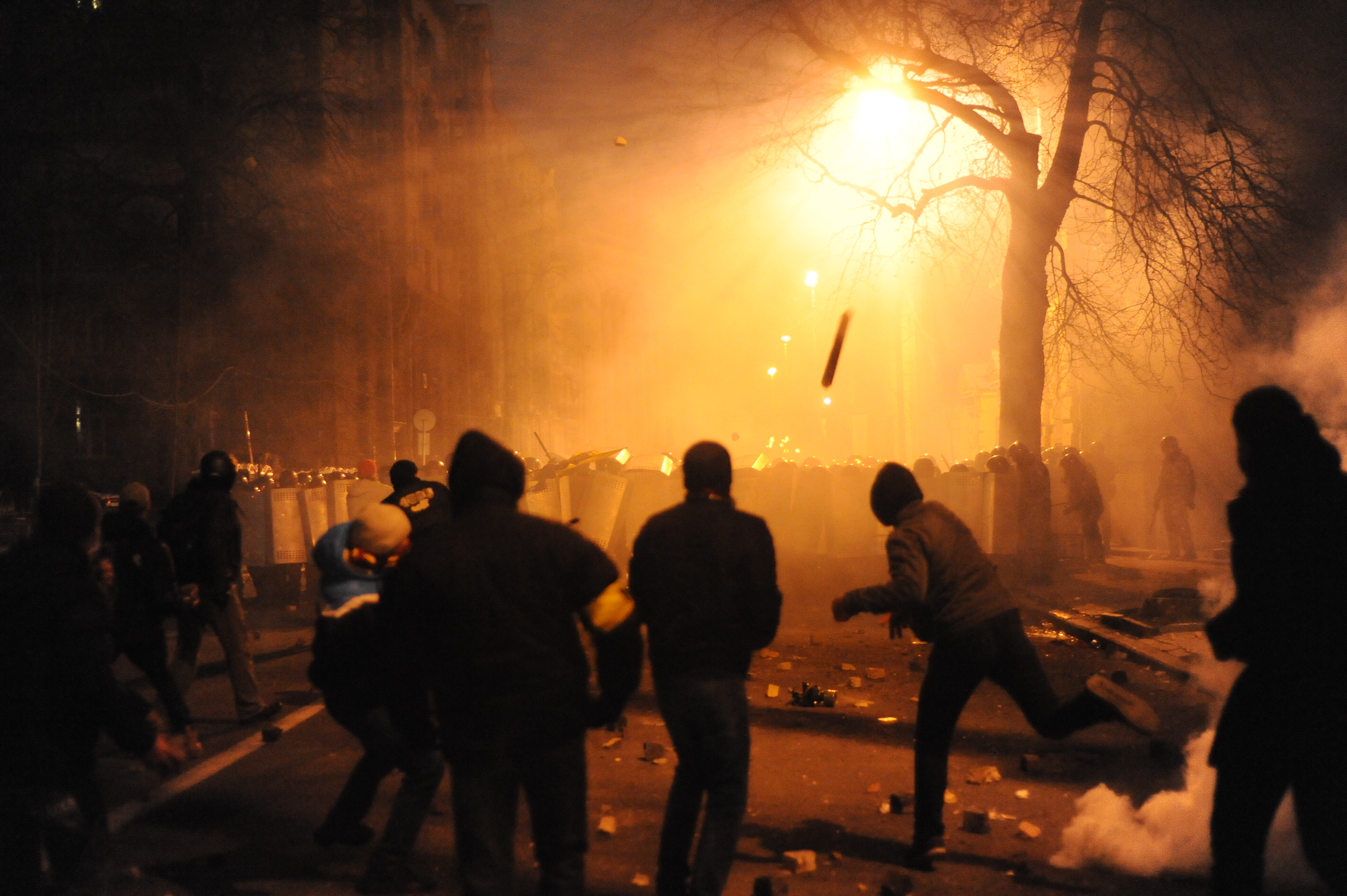
Demonstranter vid demonstrationerna 1 december kastar gatsten och järnrör mot polisen.

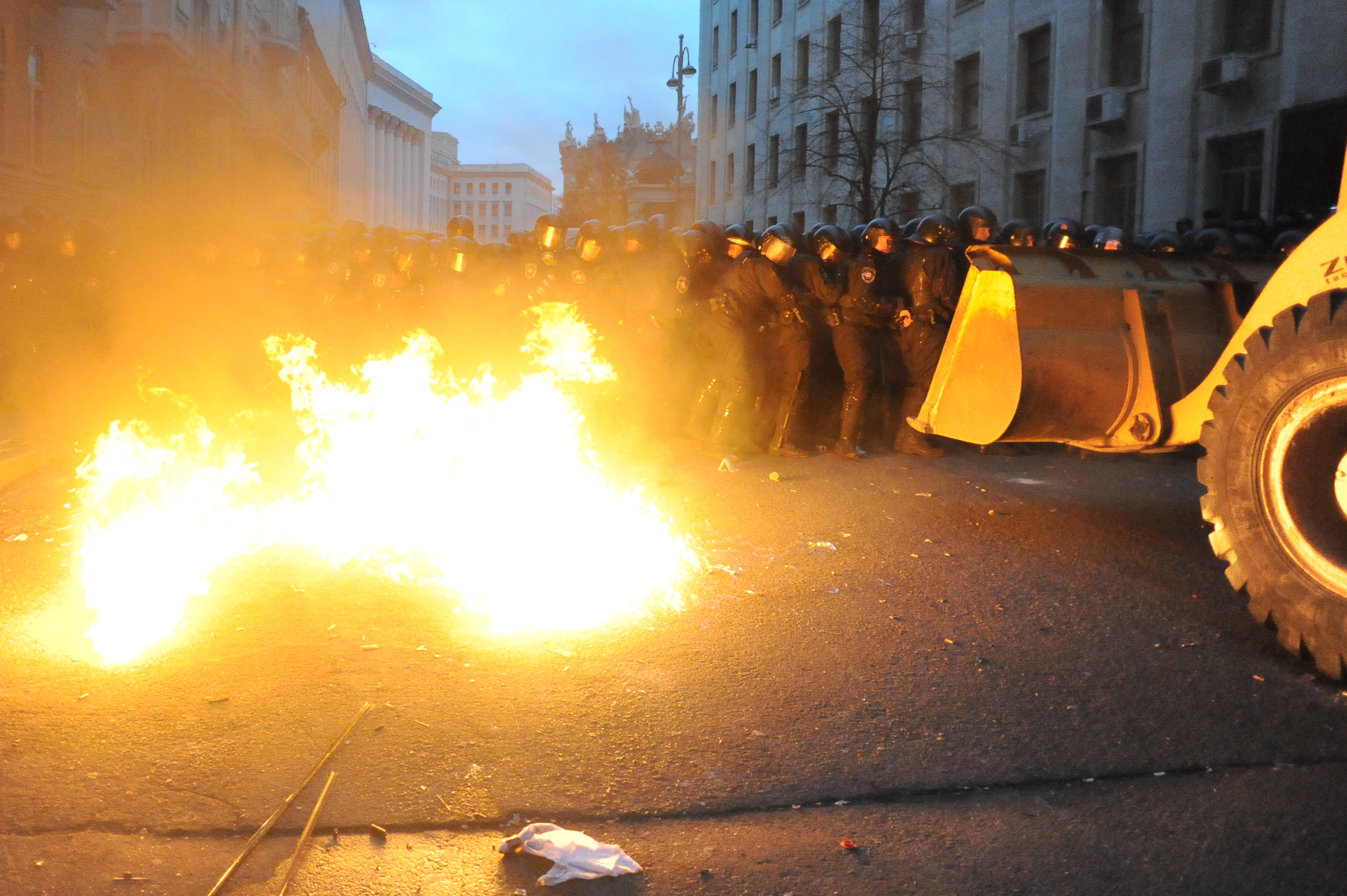
Demonstranter vid demonstrationerna 1 december försökte att köra bort poliserna hjälp av en frontlastare.

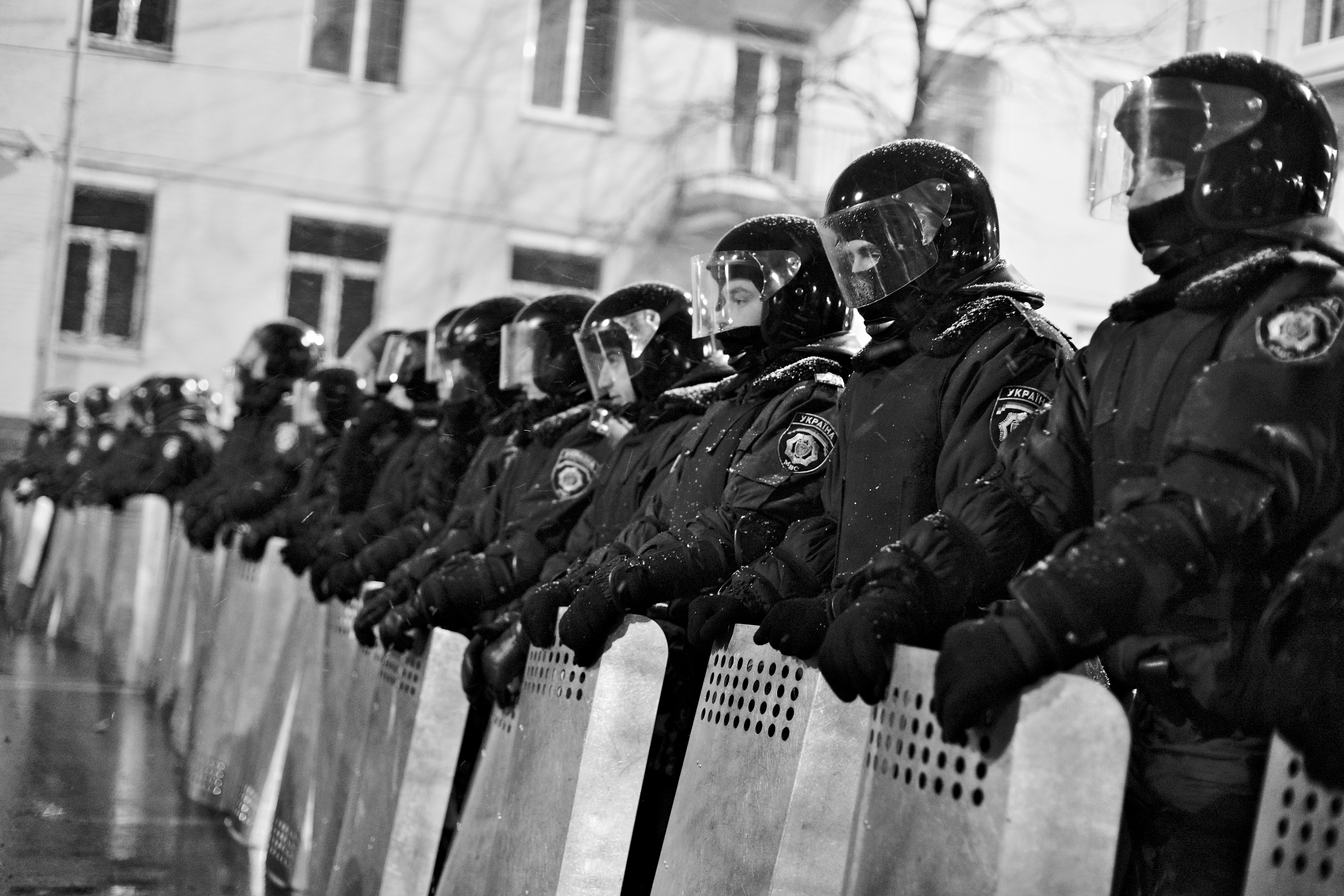
Polisen blockerade 8 december vägen fram till regeringsbyggnader.

Våldsamheter under Euromajdan kom från båda sidor med inslag av brutalt polisvåld bland annat vid konfrontationen utanför presidentadministrationen, men även demonstranterna har haft ett våldsamma beteende med fönsterrutor som slogs sönder och kastandet av föremål mot polisen. En del av demonstranterna var beväpnade med järnrör, kofot och rökbomber. Några försökte köra bort poliserna, som bevakade presidentens kansli, med hjälp av en frontlastare. Plundringar av butiker har förekommit.
Demonstranter från olika grupperingar slogs med varandra. Enligt inrikesministeriet hade bara 18 december sex slagsmål på Självständighetstorget anmälts. Åtal väcktes för ett av dem. Flera människor blev inlagda på sjukhus med skallskador och hjärnskakningar. 19 december antog det ukrainska parlamentet en lag som gav amnesti for brott begångna i samband med Euromajdan, lagen skrevs under 24 december av president Janukovitj.

### 30 november–8 december – sammandrabbningar
Den 30 november bemöttes demonstranter och journalister som deltog i "Euromajdan-demonstrationen" av våld från specialstyrkan Berkuts sida. Minst 43 journalister skadades och enligt Ukraiyinska Pravda ska ”några hundra” demonstranter ha skadats. Inrikesdepartementet uppgav att 215 poliser skadades vid demonstrationerna 1 december, av dessa poliser fanns ”några” som ”förgiftades med en okänd gas”. 14 personer greps och åtalades för ”vållande av kroppsskada” och misshandel av poliserna. Tre dagar senare gick Ukrainas premiärminister Mykola Azarov ut med en offentlig ursäkt för våldet mot demonstranterna.
Polischefen som beordrade insatsen lämnade in sin avskedsansökan.
Ukrainas högsta polisansvariga, inrikesminister Vitalij Zachartjenko, uttalade sig gällande att polisen ”använde överdrivet våld” när polis och demonstranter drabbade samman. I ett tal 8 december krävde Vitalij Klytjko att de poliser som brukade våld mot demonstranterna veckan innan skulle ställas inför rätta. I en direktsändning i tv från ett regeringssammanträde den 4 december varnade Azarov demonstranterna för konsekvenser om de bröt mot lagen. ”Alla måste inse att landets grundlag och lagar är i kraft, ingen får överträda dem. Alla som gör sig skyldiga till brottsliga handlingar kommer att ställas till svars.” 10 december samtalade Presidenten med riksåklagaren för att hitta ett sätt att släppa och befria de som inte hade begått allvarliga brott. 13 december gav Janukovytj de som gripits under protesterna amnesti, det vill säga att samtliga gripna skulle undgå åtal. Tidigare samma dag släpptes alla som hade gripits i samband med demonstrationerna 1 december.
3 december överlevde Mykola Azarov en förtroendeomröstning i parlamentet efter att Kommunist partiet stöttade den sittande regeringen. Oppositionsledarna Vitalij Klytjko, Arsenij Jatsenjuk och Oleh Tyahnybok krävde regeringens och Viktor Janukovitjs avgång. 3 december reste också President Janukovitj på ett planerat statsbesök till Kina och besökte under oroligheterna Ryssland flera gångar.
7 december omringade ett hundratal kravallpoliser tv-huset i Kiev, som förutom statstelevisionen även inrymmer Ukrainas radio. Inrikesdepartementet meddelade att poliserna skulle skydda tv-huset mot demonstranter, som hotade att stoppa sändningarna.
Protesterna i Kiev var då inne på sjunde dagen. Ett tusental demonstranter var kvar på Självständighetstorget.
8 december blockerade polisen vägen fram till regeringsbyggnaderna efter att runt 200 demonstranter hade samlats i centrala Kiev beväpnade med masker, gasbehållare, käppar och brandbomber. Myndigheterna förväntade att de planerade att attackera regeringsbyggnaderna. Demonstranter stängde av alla in- och utvägar till regeringskvarteren för att göra det omöjligt att regera Ukraina.

### Början av december – vandalism mot Kiev nyårsgranen och Leninstatyn
Kiev stads elektriska nyårsgran på Majdan Nezalezjnosti blev redan under de första dagarna utsatt för vandalism och förstörd. Metalldelar blev använd i bygget av barrikader och resterna av julgranen har använts till att hänga plakat med politiska budskap.
På kvällen den 8 december rev demonstranter tillhörande Svoboda ner Leninstatyn vid Bessarabiska maknaden med hjälp av en vajer, sedan gick de loss på statyn som "halshöggs" med slägga och demonstranter skanderat ”Janukovytj står på tur”. Leninstatyns huvud hölls sedan upp på Majdan Nezalezjnosti från den scen där en konsert pågick. Statyn var den sista Leninstatyn i huvudstaden. En Leninstaty i staden Kotovsk mötte kort efter samma öde. Bara benen av denna staty stod kvar. Flera av Ukrainas kvarvarande ca 1300 Leninstatyer blev under Euromajdan-tiden utsatts för vandalism.

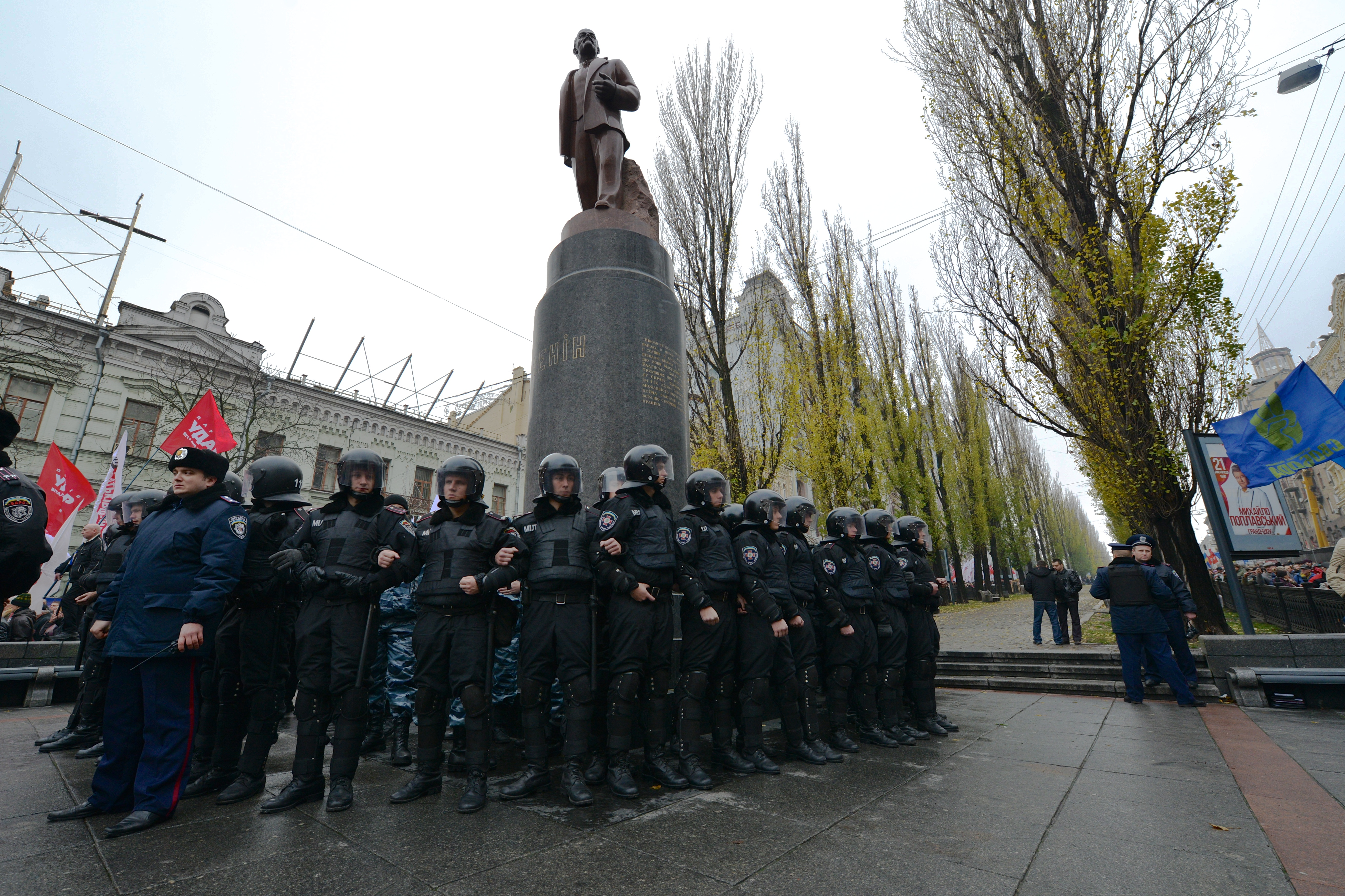
Polisen skyddar Leninstatyn 24 november
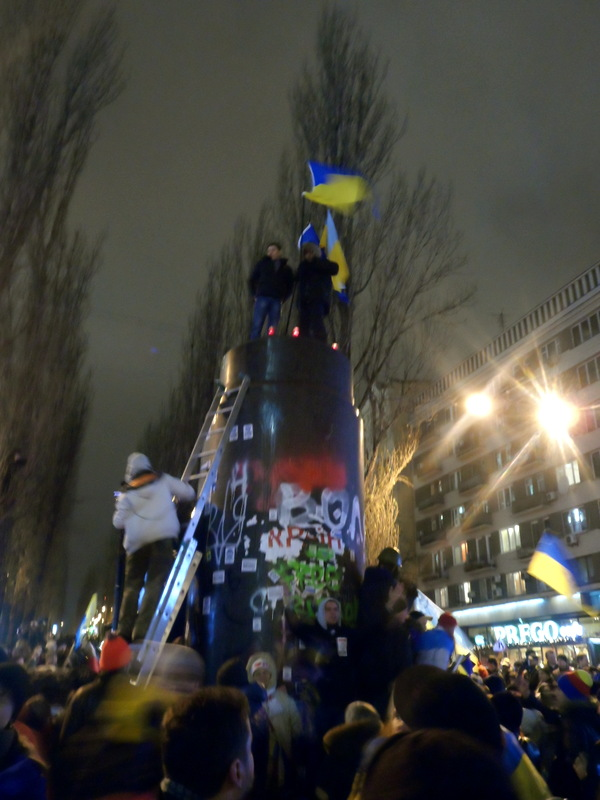
Demonstranter vandaliserar Leninstatyn 8 december
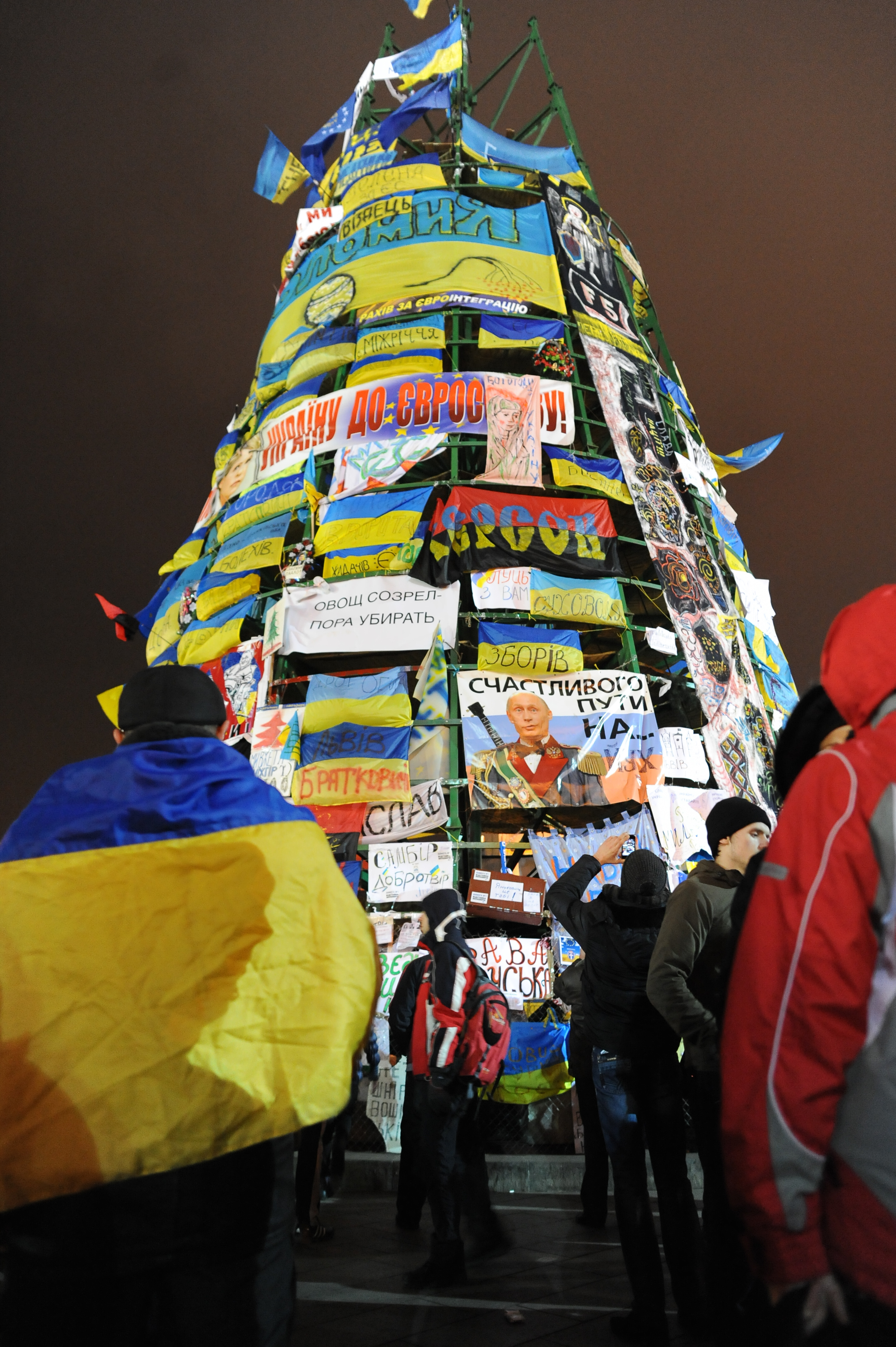
Vandalisering av Kiev stads nyårsgran på Majdan Nezalezjnosti

Wikimedia Commons har media som rör Vandalism mot Leninstatyn

### 10–11 december – försök till upprensning

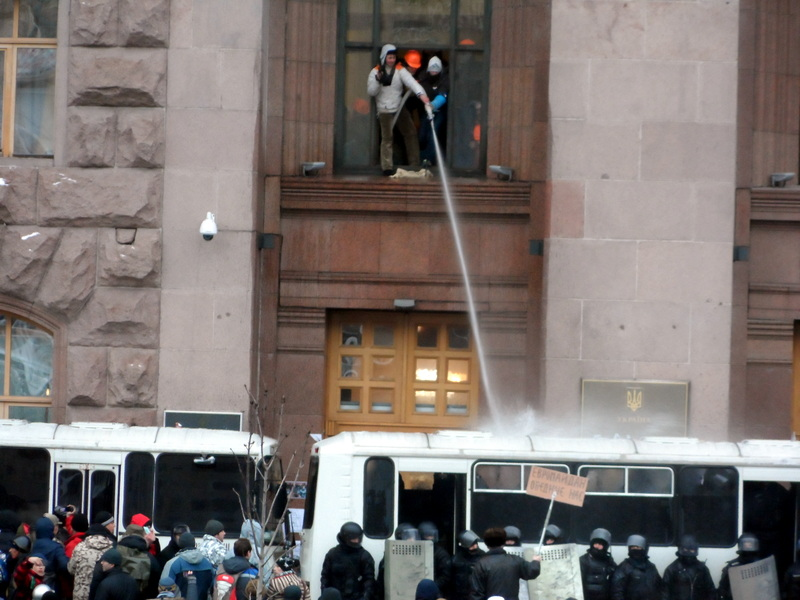
Demonstranter som har ockuperat Kievs stadshus använde iskallt vatten från brandsläckningsanläggningarna som vattenkanoner.

Efter att demonstrationerna hade pågått i mer än tre veckor tog tusentals poliser bland annat från specialstyrkan Berkut sig behärskad in på Majdan Nezalezjnosti, under natten till 11 december och använde sina sköldar för att mota bort demonstranterna och med hjälp av kommunalarbetare i lastbilar revs ungefär hälften av demonstranternas tält och de flesta av barrikaderna. Polisen ska ha använt tårgas för att skingra demonstranterna. Demonstrerande hade vid flera tillfällen under natten och morgonen sprejat tårgas mot säkerhetsstyrkorna samt kastat rökgranater. Men, enligt Kiev Posts korrespondenter, har inte säkerhetsstyrkorna använt sig av några specialmedel från sin sida gentemot demonstrationsdeltagarna. Demonstranterna, som just då var få, svarade poliserna med att ropa ”Adjö adjö”, ”Skam!” och ”Vi står kvar”. Flera demonstranter ska också ha gripits. En av de demonstranter som då var på torget var sångerskan Ruslana Lyzjytjko som segrade i Eurovisionsschlagerfestivalen 2004.
Säkerhetsstyrkorna rev de flesta av demonstranternas barrikader i centrala Kiev, exempelvis runt regeringsbyggnaden. Inrikesministeriets specialstyrka Berkut och kravallpolisen gick under aktionen långsamt och metodiskt fram. De har tydligen försökt undvika den brutalitet som de gjorde sig skyldiga till på Majdan Nezalezjnosti veckan innan.
Vid åttatiden på morgonen eskalerade konfliken då polis med batonger och demonstranter med käppar och påkar drabbade samman på Majdan Nezalezjnosti. Demonstranter som har ockuperad Kievs stadshus använde iskallt vatten från brandsläckningsanläggningarna som vattenkanoner, vilket tvingade en del av poliserna att retirera och i stadshuset finns nu hundratals ockupanter kvar det samma gäller fackföreningsbyggnaden.
Ett par timmar efter stadshusaktionen drog polisen sig tillbaka från Majdan Nezalezjnosti. Arsenij Jatsenjuk uppmanade i ett tal på torget ukrainarna att sluta upp vid protesterna och förutspådde presidentens fall.
Mykola Azarov och inrikesminister Vitalij Zachartjenko förnekar att polis med våld skulle ha angripit fredliga demonstranter i Kiev. De insatser som väckt uppmärksamhet under natten mellan 10 och 11 december handlade enligt Azarov om att säkra framkomligheten på stadens vägar. Polisaktionen motiverades av många medborgares klagomål på att den fria rörligheten i centrum hindrades av demonstranterna, bland annat har restauranger och affärer fått stänga. Det hänvisades också till trafiksäkerheten. Flera förundersökningar har inletts rörande hindrandet av trafiken till genomfartsleder.
Demonstranter byggde dagen efter nya barrikader.

### 25 december – misshandel av journalisten Tetiana Tjornovil
Natten mot 25 december misshandlades journalisten Tetiana Tjornovil från tidningen Ukraiyinska Pravda och lämnades i sin parkerade bil, en Chevrolet Aveo, med bruten näsa, hjärnskakning och otaliga blåmärken i ett dike på motorvägen mellan Kiev-Boryspil i närheten av sin bostad i Boryspil. Bara några timmar före misshandeln publicerade hon bilder på webben från inrikesminister Vitalij Zachartjenkos hem, för att visa den politiska elitens extravaganta livsstil. Samma dag drog protesterna återigen i gång och ett hundratal demonstrerade utanför inrikesdepartementet i Kiev och krävde att inrikesministern avgår. Demonstranterna bar med sig bilder på journalistens sargade ansikte.
Om attacken har något att göra med hennes journalistiska arbete är än så länge oklart. President Viktor Janukovytj har enligt Reuters uppmanat polisen att få tag på de skyldiga. Fem män har gripits misstänkta för misshandeln. Det finns ännu ingen officiell förklaring till varför de överföll henne. 26 december samlades för andra dagen i rad hundratals demonstranter utanför inrikesministeriet med krav på en rättvis rättegång mot förövarna.
Ukrainska polisen uttalade 27 december att de hade upptäckt “starka band” mellan oppositionspolitiker från UDAR som har stått i spetsen för Euromajdans protester och de personer som är gripna och misstänkta för misshandeln 25 december.[uppföljning saknas]

### 10 januari – sammandrabbningar
Tre nationalistiska aktivister som tillhör ytterhögerpartiet Socialnationalistiska församlingens paramilitära gren Ukrainska Patrioter dömdes 10 januari till sex års fängelse för terrorism, de fälldes för att ha försökt spränga Leninstatyn i Boryspil år 2011. Efter domen bröt våldsamheter ut mellan poliser och demonstranter, som misshandlade varandra och i kalabaliken skadades den förra inrikesministern Jurij Lutsenk. Mellan 10 000 och 50 000 oppositionella återupptog demonstrationerna söndagen efter på Majdan Nezalezjnosti, efter att de efter Nyåret hade minskad i omfattning i samband med firandet av den ortodoxa julen.

### Mitten/slutet av januari – sammandrabbningarna vid Hrusjevskyjgatan

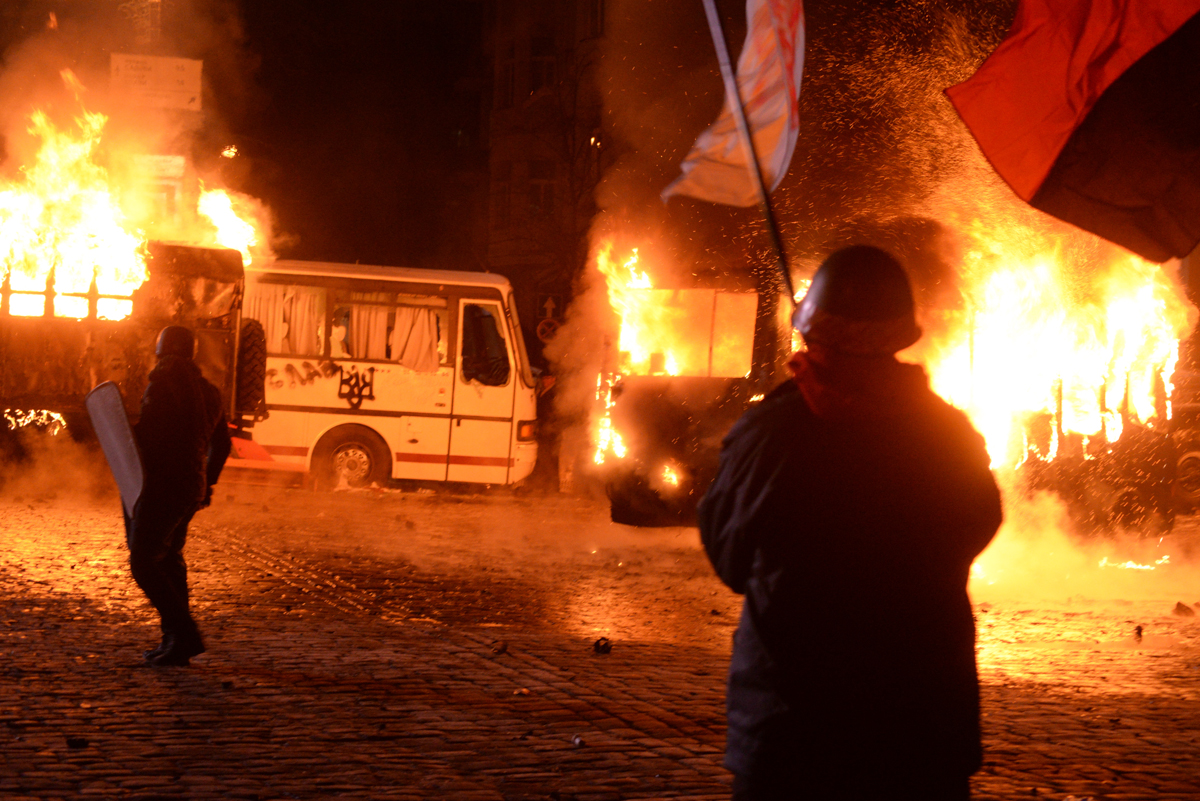
Flera polisbussar sattes i brand 19 januari.

Oppositionen och protesterna fick ny vind i seglen efter en ny lag som begränsade mötesfriheten blev infört 17 januari. Lagen förbjöd demonstranter att täcka sina ansikten och gjorde det också straffbart att blockera offentliga byggnader. Lagen försvårade demonstrationer, så söndag 19 januari samlats igen mellan 100 000 och 200 000 demonstranter på Självständighetstorget i en demonstrationen. I närheten av parlamentet urartade demonstrationen i kravaller, då högerradikala demonstranter drabbade samman med kravallpolis. Flera demonstranter var beväpnade med käppar, stenar och kättingar. Flera polisbussar sattes i brand av demonstranter vid Hrusjevskyjgatan utanför entrén till Dynamostadion. Polisen försökte skingra demonstration med tårgas och demonstranterna svarade med att kasta sten, fyrverkeripjäser, Molotov cocktails och tårgas mot polisen. Oppositionsledaren Vitalij Klytjko manade på plats demonstranterna att inte provocera polisen, men blev själv nedsprejad med brandsläckningspulver av demonstranterna. Polisen tog trots att det var sju minusgrader till vattenkanoner för att skingra demonstranterna som försökte storma parlamentet. Polisen sa senare att de inte känna till att vattenkanoner använts mot demonstranterna, däremot ska en brandbil ha sprutat vatten mot två polisbussar som demonstranter tänt eld på. Även Dynamo Kievs souvenirbutik brann ned till grunden. Stora grupper av demonstranter försökte ta sig in i förvaltningsbyggnader i närheten. Chockgranater och nödbloss kastades. 
Sjukvårdskällor uppgav att polisen också använde gummikulor mot demonstranterna.
Minst 24 demonstranter och över 70 poliser skadades under kravallernas första dygn, fler än tio av dem fördes till sjukhus och för fyra uppgavs tillståndet vara allvarligt. Ambulanser hade svårt att komma fram till området.
Vitalij Klytjko varnade redan då för inbördeskrig om oroligheterna skulle fortsätta och manade Janukovytj att undvika "Ceaușescus och Gaddafis öde" - med syftning på Rumäniens respektive Libyens mördade ledare. Igen uppmanades Janukovytj av Klytjko att utlysa nyval så att situationen inte förvärras. Klytjko krävde åter tidigarelagda presidentval samt att en ny valkommission tillsätts. Han uppmanade dessutom militären att ställa sig på de regeringskritiska demonstranternas sida.
Protesterna krävde sina första dödsoffer natten till 22 januari. Upp till fem dog och omkring 300 skadades. Allmänna åklagare upplyste att två personer skjutits, de ihjälskjutna var 20-årige armeniska flyktingen Sergiy Nigoyan född i Dnipropetrovsk och den 26-åriga Mikhail Zhyznevskyy från Vitryssland som var medlem av det högerextramistiska parti UNA-UNSO, vilket kan förklara varför dödsfallen i förste skedet inte väckt så fruktansvärt het ilska bland demonstranterna. Senare uppgav sjukhuskällor att ytterligare tre personer mist livet. Premiärminister Azarov uttalade att kravallpolisen inte har skarp ammunition, men oppositionskällor uttalade att åtminstone en demonstrant dog av skottskador. En 22-åring manlig demonstrant dog efter att ha fallit från entréportalen till Dynamostadion.
Viktor Janukovytj och delar av regeringen satt efter att kravallerna krävde sina första dödsoffer i möte med de tre oppositionsledarna.
EU-kommissionens ordförande José Manuel Barroso meddelade efter att kravallerna krävde sina första dödsoffer, att EU kunde komma att överväga åtgärder mot Ukraina. Han gick inte närmare in på vilken typ av åtgärder det kunde bli frågan om.

### 7 februari – flygkapningsförsök
Den 7 februari försökte den 45-årige ukrainaren Artem Kozlov 17:20 lokal tid att kapa ett flygplan av typen Boeing 737-800 med flightnumret 751 från turkiska Pegasus Airlines. Flygplanet hade startat från Charkivs flygplats och var på väg från Ukraina till Istanbul i Turkiet med 110 passagerare ombord. Kozlov påstod att han hade en bomb ombord på planet, vilket det senare visade sig att han inte hade. Han krävde att planet skulle flyga till OS-staden Sotji, där Ukrainas och Rysslands presidenter möttes. Piloten lurade mannen och kunde trots kapningsförsöket landa 18:04 på Sabiha Gökçen International Airport i Istanbul. Två turkiska F-16-stridsflyg eskorterade planet över Svarta havet till flygplatsen och turkiska specialstyrkor tog sig kort därpå ombord på planet och grep den misstänkte kaparen. Enligt de turkiska myndigheterna var han inte alkoholpåverkad, men möjligtvis påverkad av andra substanser. Han bar Montreal Canadiens tröja nummer 11. Han krävde att den ukrainska regeringen skulle frige gripna Euromajdan-demonstranter.
Ukrainska rättsmyndigheter har inlett en terrorutredning mot Kozlov. Enligt den ukrainska säkerhetstjänstens chef Maxim Lenko är han är misstänkt för försök att genomföra en terrorhandling och försök att kapa ett flygplan. Enligt Lenko ska han ha uttryckt djup ovilja mot president Viktor Janukovytj och den ryske presidenten Vladimir Putin. Säkerhetstjänsten höjde 9 februari beredskapen med hänvisning till ökade terroristhot mot strategiska inrättningar som flygplatser, järnvägsstationer och kärnkraftverk. Enligt säkerhetstjänsten är åtgärden främst förebyggande. Enligt turkisk lag kan Kozlov dömas från elva till fyrtiotvå års fängelse för flygkapning och frihetsberövning. Han frigavs 21 maj i avvaktan på dom, men fick inte lämna Turkiet.[uppföljning saknas]

### Januari/februari – förnyade demonstrationer
Oppositionen fick ny vind i seglen efter en ny lag som begränsar mötesfriheten; lagen infördes den 17 januari 2014. Lagen skulle göra det svårare att organisera demonstrationer, och på söndagen den 19 januari samlades därför åter mellan 100 000 och 200 000 demonstranter på Majdan Nezalezjnosti i en fredlig demonstration. I närheten av parlamentet drabbade senare flera demonstranter samman med kravallpolisen. Oppositionsledarna manade flera gånger till generalstrejk utan att lyckas genomföra detta.
I slutet av januari och början av februari övertogs kontrollen av flera regionala regeringsbyggnader i västra Ukraina av Euromajdan-demonstranter. Även i flera huvudsakligen ryskspråkiga städer i centrala Ukraina (Zaporizjzja, Sumy och Dnipropetrovsk) gjordes försök att ta över lokala regeringsbyggnader, men försöken hejdades med kraft av både lokal polis och supportrar till den sittande regimen. Häftiga gatukravaller i mitten av februari i framförallt Kiev ledde till att hus sattes i brand och att skarp ammunition användes mot både demonstranterna och polisen. Resultatet blev (fram till 20 februari) minst ett sjuttiotal döda – både bland poliser och demonstranter.

### Slutet av februari – Parlamentet gör uppror, Janukovytj avsatt

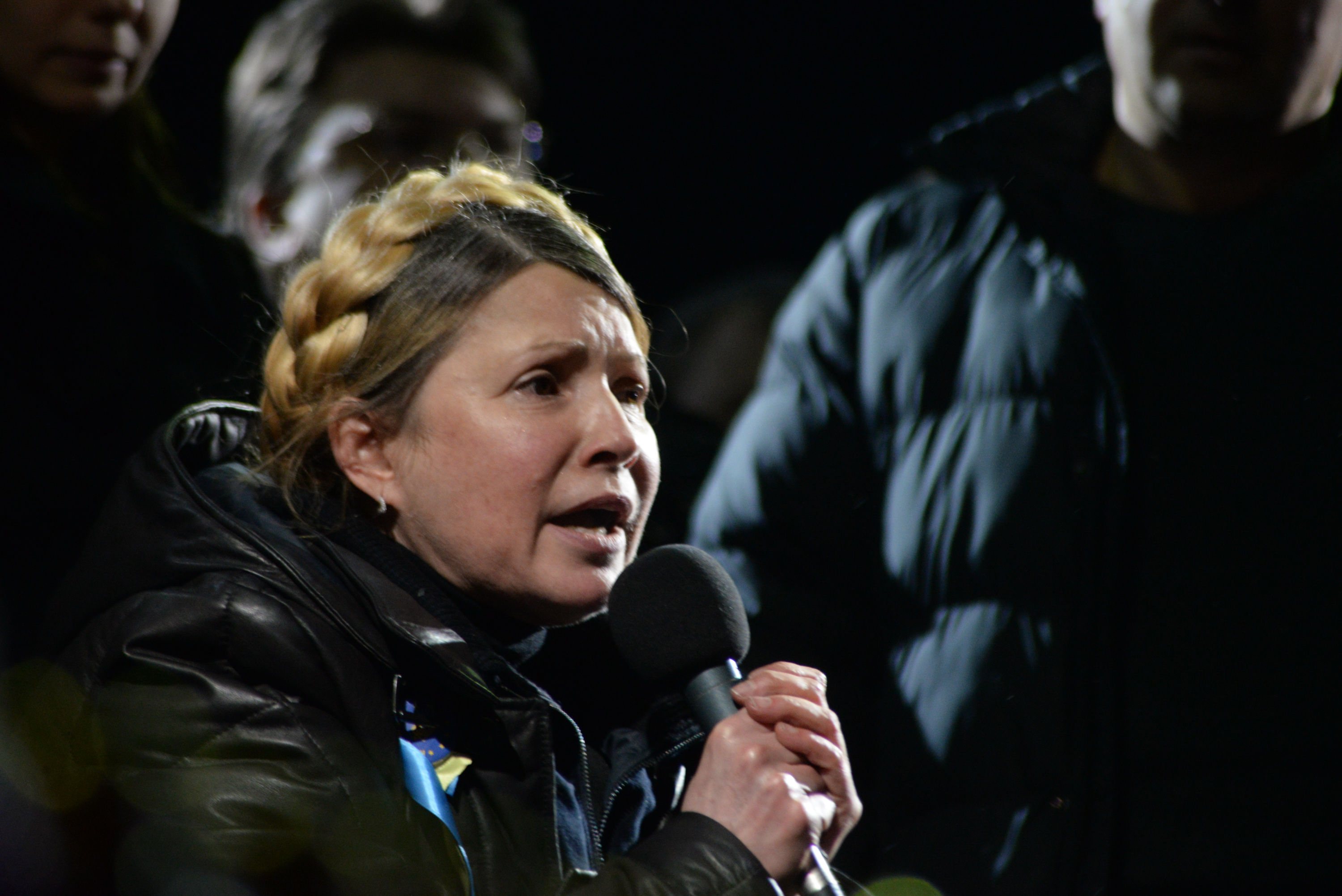
Den nyss frisläppta Tymosjenko på Självständighetstorget 22 februari

Under februari förändrade protesterna inriktning. Det som började som en protest mot ett misslyckat EU-avtal förvandlades successivt till krav på regeringen och Janukovytj' avgång. Dödsskjutningarna (se ovan) ledde till att regimens kontroll över radan förlorades, då ett stort antal ledamöter "bytte sida" eller flydde. Oppositionen i parlamentet kunde driva igenom ett antal lagar som innebar att polisen togs bort från Kievs gator, att 2004 års författning återinfördes, fängslade politiker (inklusive Julia Tymosjenko släpptes fria och att Viktor Janukovytj både avsattes och ställdes inför riksrätt. Janukovytj flydde undan riksrätten genom en brådstörtad resa till Charkiv, han vägrade att acceptera parlamentets beslut och kallade det hela för en statskupp. Parlamentet utlyste nyval till presidentposten den 25 maj 2014. Vid ett tal på Majdan kvällen den 22 februari manade den nyss frisläppta oppositionspolitikern Tymosjenko demonstranterna att inte lämna torget förrän politikerna hållit sina utfästelser.
Den ukrainska rabbin Mosje Reuven Asman uppmanade 21 februari Kievs judiska befolkning att lämna staden och, om möjligt, landet. Han uttalade att "Jag vill inte utmana ödet men det finns konstanta varningar om medvetna attacker mot judiska institutioner". Flera judiska skolor stängde i Kiev. Representanter för Ukrainas judar kontaktade Israels utrikesminister Avigdor Lieberman och bad om assistans för att säkra den judiska befolkningens säkerhet. På grund av de högerextrema krafterna på Kievs gator gick Israels ambassad och flera representanter för det judiska samfundet i Ukraina 22 februari ut och varnade judar för att ge sig ut på gatorna. Ambassaden uppmanade judar att inte lämna sina hem.
23 februari 2014 tillträdde parlamentets talman Oleksandr Turtjynov som tillförordnad president.
Samma dag som oppositionens maktövertagande i Kiev, röstade parlamentet, med mycket liten marginal (232 av 450 röster) för att riva upp en kontroversiell språklag och återinföra ukrainska som enda nationellt språk på alla nivåer. Detta skapade rädsla bland de i huvudsak ryskspråkiga på Krim att den nya regeringen i Kiev skulle fortsätta diskriminera dem med ryska rötter. Krim har cirka 2 miljoner invånare, varav cirka 60 procent är etniska ryssar.[källa behövs] 24 februari uttalade sig Rysslands premiärminister i hårda ordalag om det "lagvidriga" maktövertagandet i Kiev. Han och Rysslands utrikesministerium uttryckte farhågor om risken för att ryssar och andra minoriteter nu skulle komma att diskrimineras i det "nya" Ukraina. Ukrainas utrikesministerium svarade med att den kritiken var helt ogrundad.
27 februari 2014 etablerades en utbrytarregering i Krimrepubliken, i protest mot oppositionens maktövertagande på nationell nivå.
Beslutet i ukrainska parlamentet om att riva upp språklagen om regionala språk har dock ännu inte (23 augusti 2014) genomförts. Den då tillförordnade presidenten Oleksandr Turtjynov inlade den 28 februari veto mot det nya lagförslaget, men först efter att Europaparlamentet krävt att de ukrainska myndigheterna skulle skydda möjligheten för människor att använda det ryska språket. Europaparlamentet uppmanade det ukrainska parlamentet att iaktta minoriteternas rättigheter och garantera friheten att använda ryska och andra minoritetsspråk. Det innebär att ryska fortfarande har status som regionalt språk i 13 av Ukrainas 27 oblast – de där rysktalande utgör minst tio procent av befolkningen. Flera hundratusen rysktalande har flytt Ukraina på grund av kriget i östra Ukraina, så ryskans status som regionalt språk kan på sikt vara hotad i vissa områden där den rysktalande andelen av befolkningen kan sjunka under tio procent.

### Februari/mars – Krim och östra Ukraina
Det regionala parlamentet i Krim beslutade 27 februari 2014 att Krims invånare ska få folkomrösta om utvidgad autonomi för Krim. Det ursprungliga datumet för folkomröstningen var satt till 25 maj 2014, samma dag som Ukraina håller presidentval. Senare ändrades detta till 30 mars, och den nya regimen på Krim har även erkänt att ryska trupper "bevarar ordningen" i republiken. Proryska demonstrationer och husockupationer har även ägt rum i östra Ukraina.
Se vidare: Krimkrisen 2014 och Pro-ryska protester i Ukraina 2014

## Förhandlingar och avtal

### Rundabordssamtal och förhandlingar

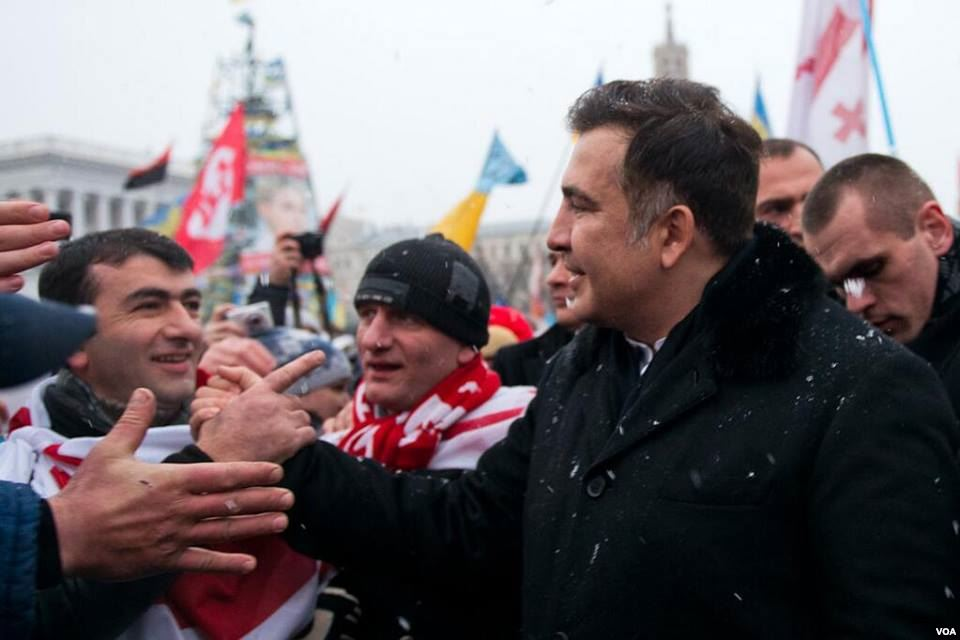
Georgiens ex-president Micheil Saakasjvili var en av flera utländska politiker som besökte demonstrationerna på Majdan Nezalezjnosti.

Den tidigare presidenten Leonid Kravtjuk tog 9 december initiativ till ett möte mellan representanter för regeringen. Oppositionen blev inte inbjuden. Kravtjuks förslag till ett nationellt runda bordssamtal blev accepterad av president Janukovytj. Ett inledande möte ägde rum 10 december där även Leonid Kutjma och Viktor Jusjtjenko, två andra före detta presidenter deltog.
Efter mötet höll Janukovytj ett tv-tal, där han meddelade att hans regering fått i uppdrag att analysera ett samarbetsavtal med EU. Han trodde då at de kan vara klara till EU:s toppmöte i mars. Presidenten underströk samtidigt betydelsen av ett samarbete med Ryssland och sa att: Vi kan inte tala om framtiden utan att prata om ett handelsavtal med Ryssland.
Premiärminister Mykola Azarov har senare sagt att regeringen stödjer ett påskrivet avtal så snart som möjligt, men vi vill skapa förhållanden som minimerar förlusterna för den ukrainska ekonomin och ber därför EU om ett stödpaket på 20 miljarder euro.
11 december gick Viktor Janukovytj ut med en inbjudan till oppositionen om samtal om landets kris, men fick inget gensvar.
Samtidigt hade Viktor Jusjtjenko ett möte med EU:s utrikesminister Catherine Ashton och USA:s vice utrikesminister, Victoria Nuland. Båda gav sig ut på Majdan Nezalezjnosti och uttryckte sitt stöd för demonstranterna, andra som visat sitt stöd för oppositionen på plats var Polens Jarosław Kaczyński, Kanadas John Baird, Sveriges Carl Bildt och Georgiens Micheil Saakasjvili samt John McCain och Chris Murphy från USA. Detta fick Viktor Janukovytj att 19 december uppmana västländerna att hålla sig borta från Ukraina i en tv-sänd presskonferens; " Jag är kategoriskt emot andra som kommer till vårt land för att lära oss hur man ska leva. Detta rör våra interna affärer. Inga andra länder ska blanda sig i dem. Vänta till valet (2015) så kommer det ukrainska folket att säga sitt."
En ukrainsk delegation som leddes av förste vicepremiärministern Serhij Arbuzov, åkte 11 december till Bryssel för att förhandla om en integrationspakt med unionen. EU beslöt 15 december att frysa förhandlingarna med Ukraina om man inte fick bindande utfästelser om att Ukraina är redo att underteckna ett handels- och samarbetsavtal med EU.

### Det ukrainsk-ryska handelsavtalet

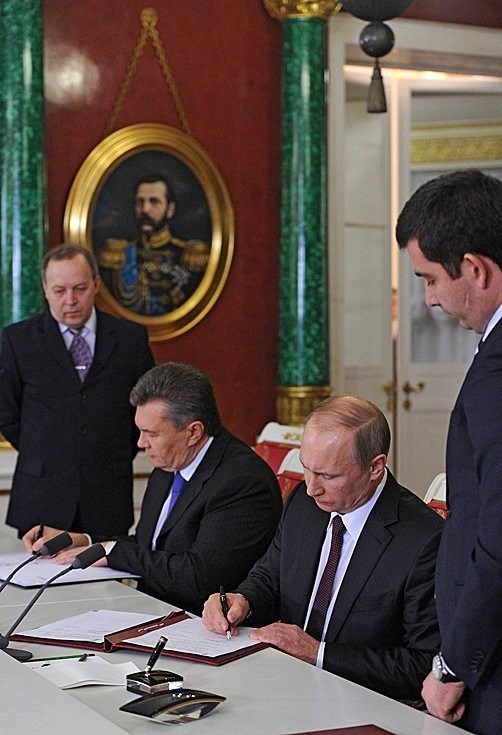
Rysslands president Putin och Ukrainas president Janukovytj underskriver 17 december det bilaterala handelsavtalet

Ukraina förhandlade sig under pågående protester i Kiev fram till lån och handelsförmåner med Ryssland. De två ländernas presidenter träffades under perioden två gångar innan de 17 december i Moskva skrev under avtalet.
Avtalet innebar att Ryssland från 14 januari 2014 skulle sänka priset på den naturgas som Ukraina köper med 33 %. Gaspriset skulle ha sänkts från cirka 400 dollar för 1 000 kubikmeter till 268 dollar, det vill säga ner från det marknadspris som västeuropeiska länder får betala, men fortfarande långt högre än vad Vitryssland betalar. Prissänkningen var en viktig ekonomisk faktor, eftersom Ukrainas näringsliv var starkt gasberoende. Huvudsakligen gäller det Ukrainas kemiindustri som då stod för 15–20 procent av landets export. Den ryska gasen används dessutom inom metallurgin.
Utöver sänkta gaspriser skulle Ryssland ge Ukraina drygt 10 miljarder euro och investera ett lika stort belopp i ukrainska statsobligationer, för att komma tillrätta med Ukrainas krisdrabbade ekonomi. I avtalet ingick däremot inte ett medlemskap i den eurasiatiska ekonomiska unionen.
Marknaden reagerade snabbt och positivt på beskedet om det ukrainsk-ryska avtalet, låneräntan föll och detsamma gjorde priset för att försäkra sig mot effekterna av att Ukraina skulle ställa in betalningarna. Oppositionen meddelade att de tänkte försöka blockera avtalet med Ryssland i det ukrainska parlamentet, men saknade då reellt parlamentariskt underlag för det. Oppositionens maktövertagande den 22 februari förändrade dock förutsättningarna radikalt och avtalet blev aldrig genomfört.

### Ekonomiskt avtal med IMF, EU och USA
Det är en tidsfråga hur länge Ukraina klarar sig utan nya nödlån. Landets kreditvärdighet är låg och valutan har nått bottennoteringen på fem år. Ukraina förväntas att kunna ta emot ekonomiskt stöd från Internationella valutafonden (IMF), EU och USA, men då måste landet anpassa sig till IMF:s villkor. Ett krav är att Ukraina slopar sina subventioner av gas till de ukrainska konsumenterna. Ett annat IMF-villkor är att Ukraina devalverar sin valuta, Hryvnian. De senaste åren har den varit bunden till dollarn, men har redan tappat kraftigt i värde under den senaste politiska krisen. 7 februari införde Ukrainas centralbank begränsningar på valutaköp för att försvara Hryvnian. En kraftig devalvering av valutan kommer att göra importvarorna avsevärt dyrare.

## Opinionen och övriga protester

### Protester i övriga Ukraina
| \| \| \| \| \| \| Stad \| Högsta antal deltagare \| Datum \| Referens \| \| Kiev \| 400 000-800 000 \| 1 december \| [124] \| \| Lviv \| 50 000 \| 1 december \| [125] \| \| Ternopil \| 10 000+ \| 8 december \| [126] \| \| Lutsk \| 8 000 \| 1 december \| [127] \| \| Dnipropetrovsk \| 5 000–7 000 \| 8 december \| [128] \| \| Ivano-Frankivsk \| 5,000+ \| 8 december \| \| \| Charkiv \| 5 000 \| 1 december \| [129] \| \| Sumy \| 5 000 \| 1 december \| [130] \| \| Zaporizjzja \| 5 000 \| 8 december \| \| \| Chernivtsi \| 4 000–5 000 \| 1 december \| \| \| Rivne \| 3 000–5 000 \| 2 december \| [131] \| \| Mukatjeve \| 3 000 \| 24 november \| [132] \| \| Sambir \| 2 000+ \| 1 december \| [133] \| \| Chmelnytskyj \| 2 000 \| 8 december \| [134] \| \| Poltava \| 2 000 \| 8 december \| [135] \| \| Vinnytsja \| 2 000 \| 8 december \| [136] \| \| Tjerkasy \| 1 000+ \| 23 november \| [137] \| \| Kirovohrad \| 1 000 \| 8 december \| [138] \| \| Kryvyj Rih \| 1 000 \| 1 december \| [139] \| \| Luhansk \| 1 000 \| 8 december \| [140] \| \| Odessa \| 500–1 000 \| 8 december \| [141] \| \| Drohobytj \| 500–800 \| 25 november \| [142] \| \| Cherson \| 600+ \| 8 december \| [143] \| \| Simferopol \| 500+ \| 8 december \| [144] \| \| Uzjhorod \| 500 \| 26 november \| [145] \| \| Mykolajiv \| 400 \| 1 december \| [146] \| \| Donetsk \| 300 \| 1 december \| \| \| Mariupol \| 200 \| 7 december \| [147] \| \| Zjytomyr \| 200 \| 1 december \| \| \| Tjernihiv \| 150–200 \| 22 november \| [148] \| \| Vasylkiv \| 70 \| 4 december \| [149] \| | Protesterna har huvudsakligen pågått i Kiev och Lviv, men mindre demonstrationer har pågått på många håll i Ukraina. Då deltagerantalet från båda sidor i konflikten har ett stort propagandavärde varierar siffrorna mycket beroende på källa. Helt oberoende källor är svåra att få tag på. 21 november 2021 firades 8-årsdagen av starten på protestdemonstrationerna Euromajden, som hade startat 2013. - Kiev 12 december · (Video från Radio Sveboda) - Charkiv - Chmelnytskyj - Donetsk - Lviv - Luhansk - Drohobytj - Mykolajiv - Odessa - Tjernihiv |             |          |
| | |             |          |
| Stad | Högsta antal deltagare | Datum       | Referens |
| Kiev | 400 000-800 000 | 1 december  | [ 124 ]  |
| Lviv | 50 000 | 1 december  | [ 125 ]  |
| Ternopil | 10 000+ | 8 december  | [ 126 ]  |
| Lutsk | 8 000 | 1 december  | [ 127 ]  |
| Dnipropetrovsk | 5 000–7 000 | 8 december  | [ 128 ]  |
| Ivano-Frankivsk | 5,000+ | 8 december  |          |
| Charkiv | 5 000 | 1 december  | [ 129 ]  |
| Sumy | 5 000 | 1 december  | [ 130 ]  |
| Zaporizjzja | 5 000 | 8 december  |          |
| Chernivtsi | 4 000–5 000 | 1 december  |          |
| Rivne | 3 000–5 000 | 2 december  | [ 131 ]  |
| Mukatjeve | 3 000 | 24 november | [ 132 ]  |
| Sambir | 2 000+ | 1 december  | [ 133 ]  |
| Chmelnytskyj | 2 000 | 8 december  | [ 134 ]  |
| Poltava | 2 000 | 8 december  | [ 135 ]  |
| Vinnytsja | 2 000 | 8 december  | [ 136 ]  |
| Tjerkasy | 1 000+ | 23 november | [ 137 ]  |
| Kirovohrad | 1 000 | 8 december  | [ 138 ]  |
| Kryvyj Rih | 1 000 | 1 december  | [ 139 ]  |
| Luhansk | 1 000 | 8 december  | [ 140 ]  |
| Odessa | 500–1 000 | 8 december  | [ 141 ]  |
| Drohobytj | 500–800 | 25 november | [ 142 ]  |
| Cherson | 600+ | 8 december  | [ 143 ]  |
| Simferopol | 500+ | 8 december  | [ 144 ]  |
| Uzjhorod | 500 | 26 november | [ 145 ]  |
| Mykolajiv | 400 | 1 december  | [ 146 ]  |
| Donetsk | 300 | 1 december  |          |
| Mariupol | 200 | 7 december  | [ 147 ]  |
| Zjytomyr | 200 | 1 december  |          |
| Tjernihiv | 150–200 | 22 november | [ 148 ]  |
| Vasylkiv | 70 | 4 december  | [ 149 ]  |

### Proryska reaktioner i Ukraina
I Kiev och i flera städer i de östra och södra delarna av landet fick Viktor Janukovitj stöd av stora delar av den proryska befolkningen, som där anordnade motdemonstrationer till förmån för "Nej till ett avtal med EU". Dessa demonstrationer hade som högst runt 60 000 deltagare, möjligtvis något fler än det var på Europatorget i Kiev 14 december och runt 40 000 deltog 30 november i motdemonstrationer i Charkiv.
En ledamot av stadsfullmäktige i den ryskspråkiga staden Sevastopol på Krim vände sig 2 december till den ryske presidenten Vladimir Putin med en begäran om att ryska militärstyrkor ska ingripa i Ukraina.

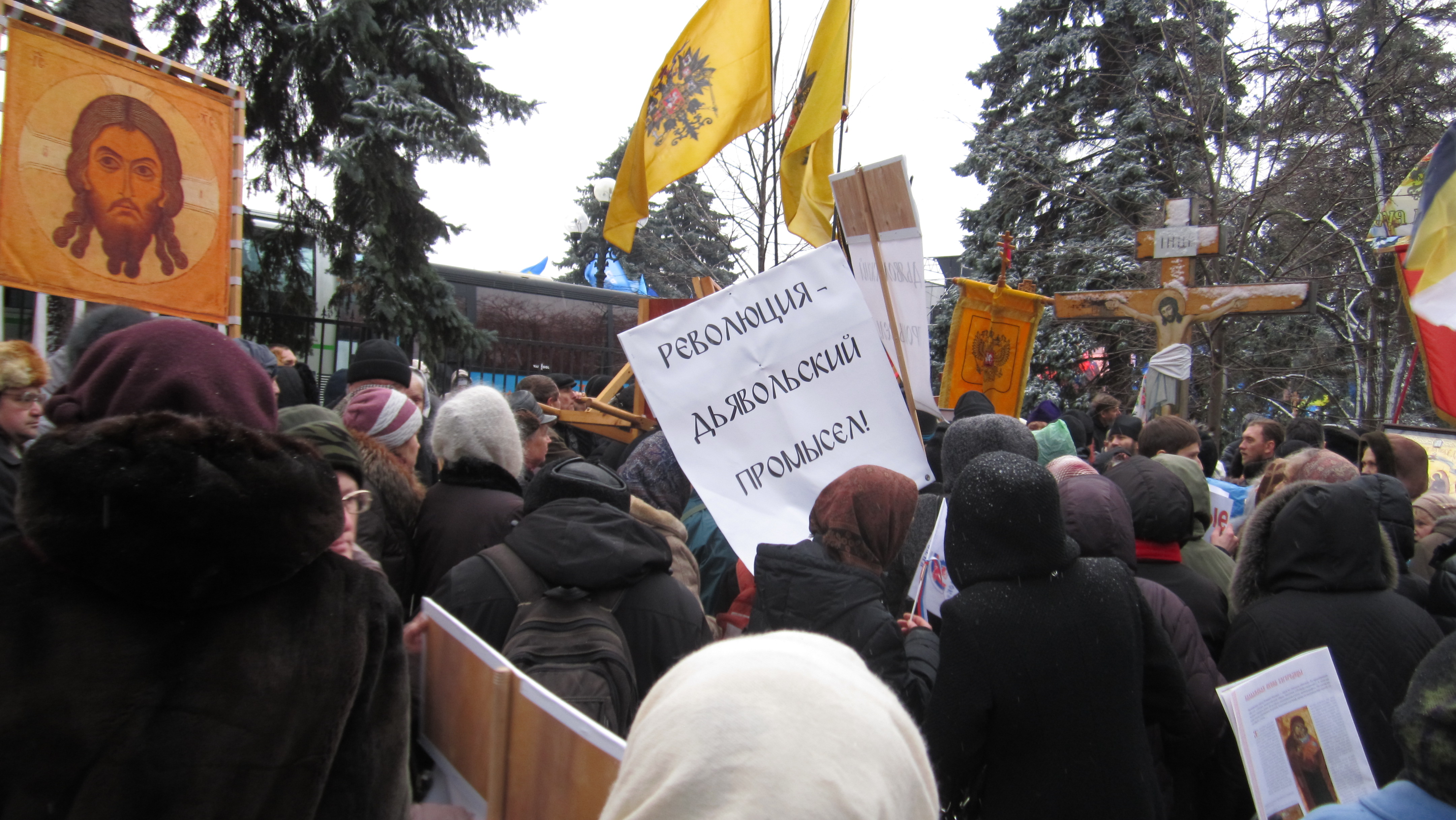
Kiev
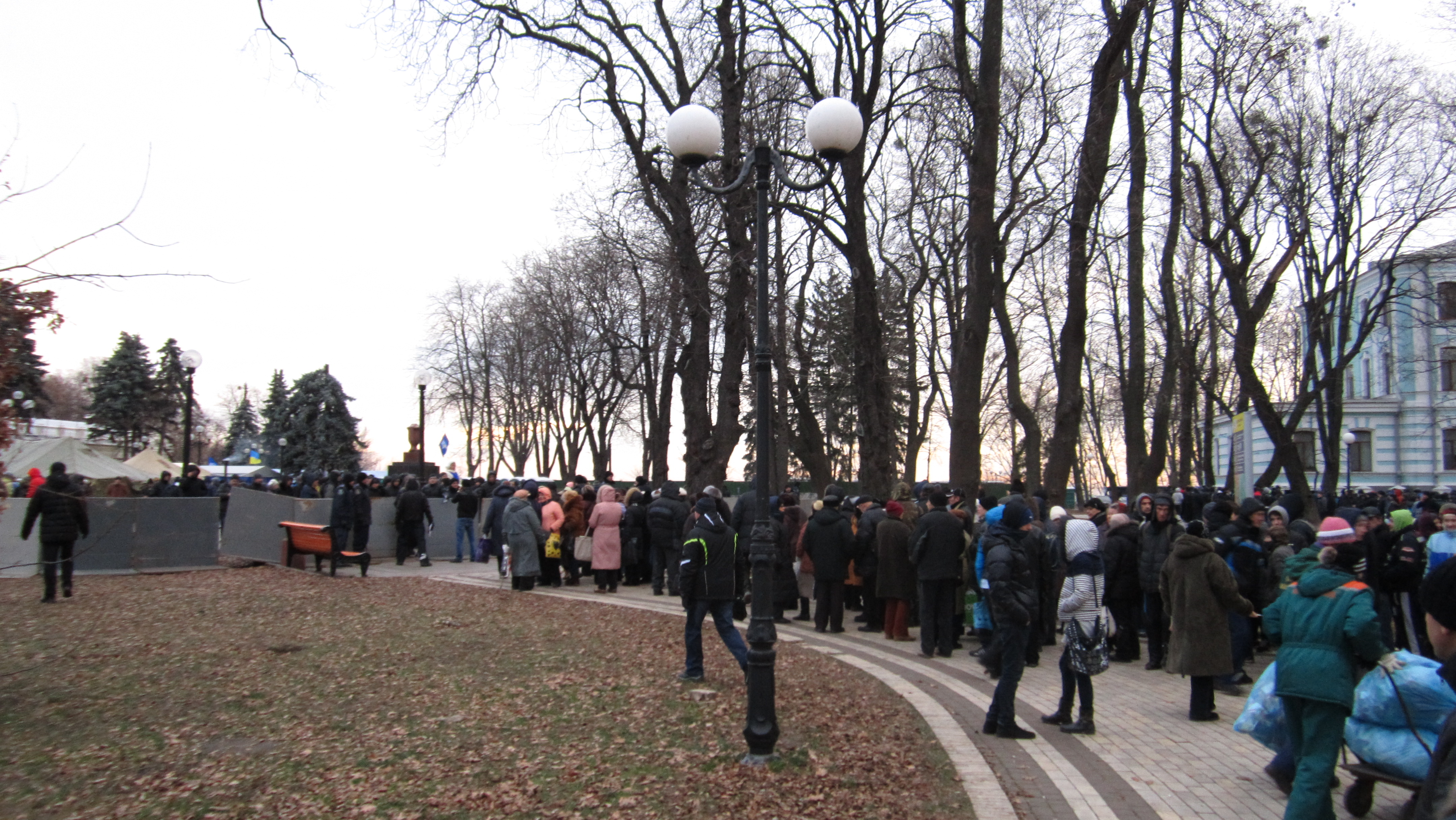
Kiev
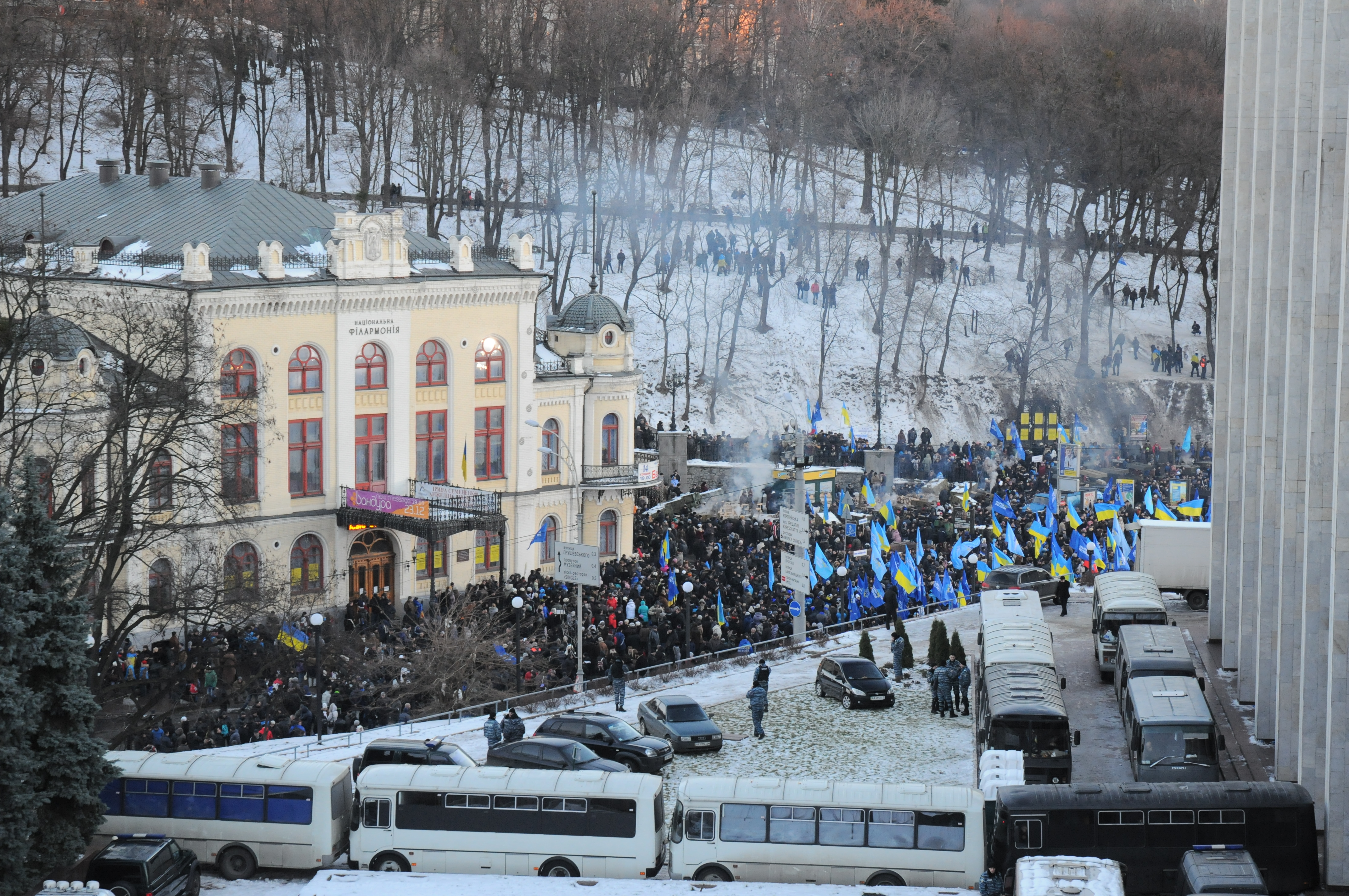
Kiev

| Stad           | Högsta antal deltagare | Datum       | Not     |
| -------------- | ---------------------- | ----------- | ------- |
| Kiev           | 60 000                 | 14 december | [ 151 ] |
| Charkiv        | 40 000                 | 30 november | [ 152 ] |
| Donetsk        | 15 000                 | 4 december  | [ 153 ] |
| Simferopol     | 10 000                 | 4 december  | [ 154 ] |
| Sevastopol     | 2 500                  | 24 november | [ 155 ] |
| Mykolaiv       | 400                    | 25 januari  | -       |
| Dnipropetrovsk | ?                      | 1 februari  | [ 157 ] |

- Kiev
- Kiev
- Kiev

Se vidare Pro-ryska protester i Ukraina 2014 för tiden efter oppositionens makt övertagande.

### Folkopinionen i Ukraina
Enligt en opinionsmätning som gjordes 4 till 9 december 2013 av Research & Branding Group stödde 49% av Ukrainas befolkning Euromajdan och 45% hade den motsatta uppfattningen. Den hade störst stöd i västra Ukraina (84%) och i centrala Ukraina (66%). En tredjedel (33%) av invånarna i södra Ukraina och 13% av invånarna i östra Ukraina stödde Euromajdan. Motståndet mot Euromajdan var i östra Ukraina 81%, i södra Ukraina 60%, i det centrala Ukraina 27% och i västra Ukraina 11%.
En opinionsmätning i november 2013 gjord av Kiev International Institute of Sociology visade att 39% stödde Ukrainas inträde i Europeiska Unionen och 37% stödde ett ukrainskt medlemskap i en tullunion med Vitryssland, Kazachstan och Ryssland.

En opinionsmätning inför presidentvalet 2014 från september/oktober 2013 visade att Viktor Janukovytj hade det största stödet (24,3%), följd av Vitalij Klytjko (19,3%] och Julia Tymosjenko (16,7%). Närmast efter kom Arsenij Jatsenjuk (7,2%), kommunisten Petro Symonenko (7,1%). Arsenij Jatsenjuk var den som skulle få flest av Julia Tymosjenko röster om hon inte kandiderade.

### Sympatiprotester utanför Ukraina
Sympatiprotester organiserades av delar av den ukrainska diasporan och lokala medborgare i många länder runt om i världen:
| - Argentina - Armenien - Australien - Belgien - Brasilien - Bulgarien - Danmark - Estland> - Finland - Frankrike | - Georgien - Grekland - Japan - Indien - Irland - Israel - Italien - Kanada - Kroatien - Lettland - Litauen | - Moldavien - Nederländerna - Polen - Portugal - Ryssland - Schweiz - Slovakien - Sydafrika - Sydkorea - Spanien | - Storbritannien - Sverige - Tjeckien - Tyskland - Tunisien - Ungern - USA - Vitryssland - Österrike |

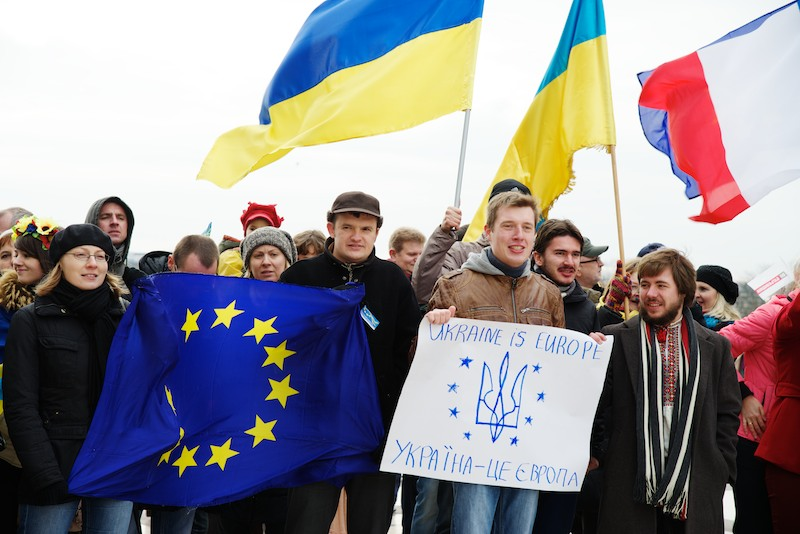
Paris 24 november
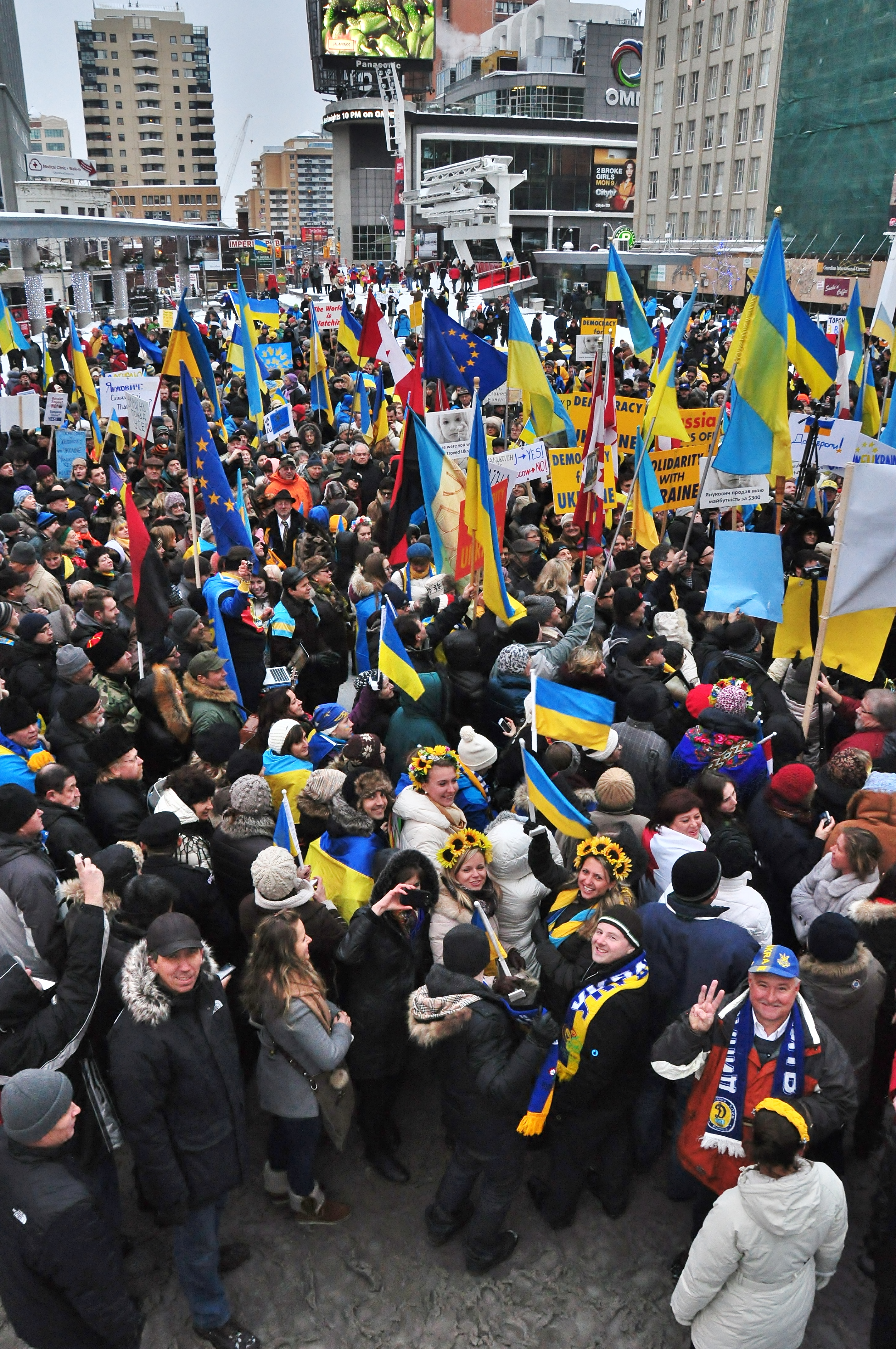
Toronto 15 december
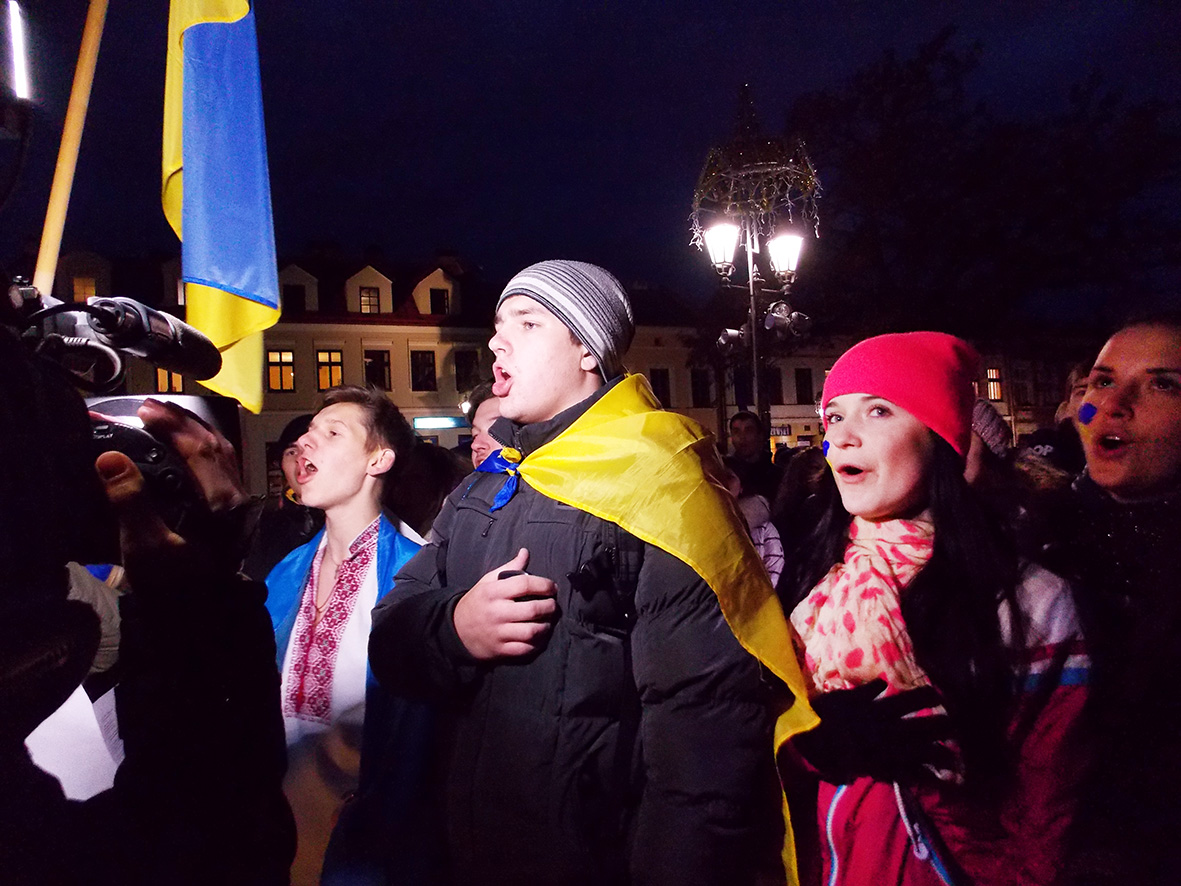
Rzeszów 26 november
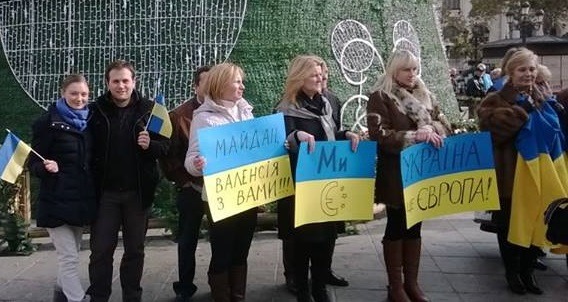
Valencia 10 december

## Underhållning på Majdan Nezalezjnosti
Under demonstrationen uppträdde flera av Ukrainas mest kända artister på den stora scenen på Majdan Nezalezjnosti bl.a. Okean Elzy, Dakh Daughters, Taras Petrinenko och Ruslana. På torgets stora tv-skärmar som i vanligt fall visar reklam blev där bland annat visad boxning och Dynamo Kievs hemmamatch i Europa League mot Rapid Wien, som blev spelad 12 december på Kievs olympiastadion bara några hundra meter från demonstrationen.
Demonstrationerna har sammanfallit med den årligt tillbakavändande begivenhet nyårskonserten på Majdan Nezalezjnosti, som vanligt samlades cirka 200 000 människor på torget, men årets firande blev en del av protesterna och arrangerades helt av oppositionsledarna. Det arrangerades en konsert med flera ukrainska artister. Bland de som uppträdde kan nämnas TNMK, Tartak, Skai, Lama och Mandry.

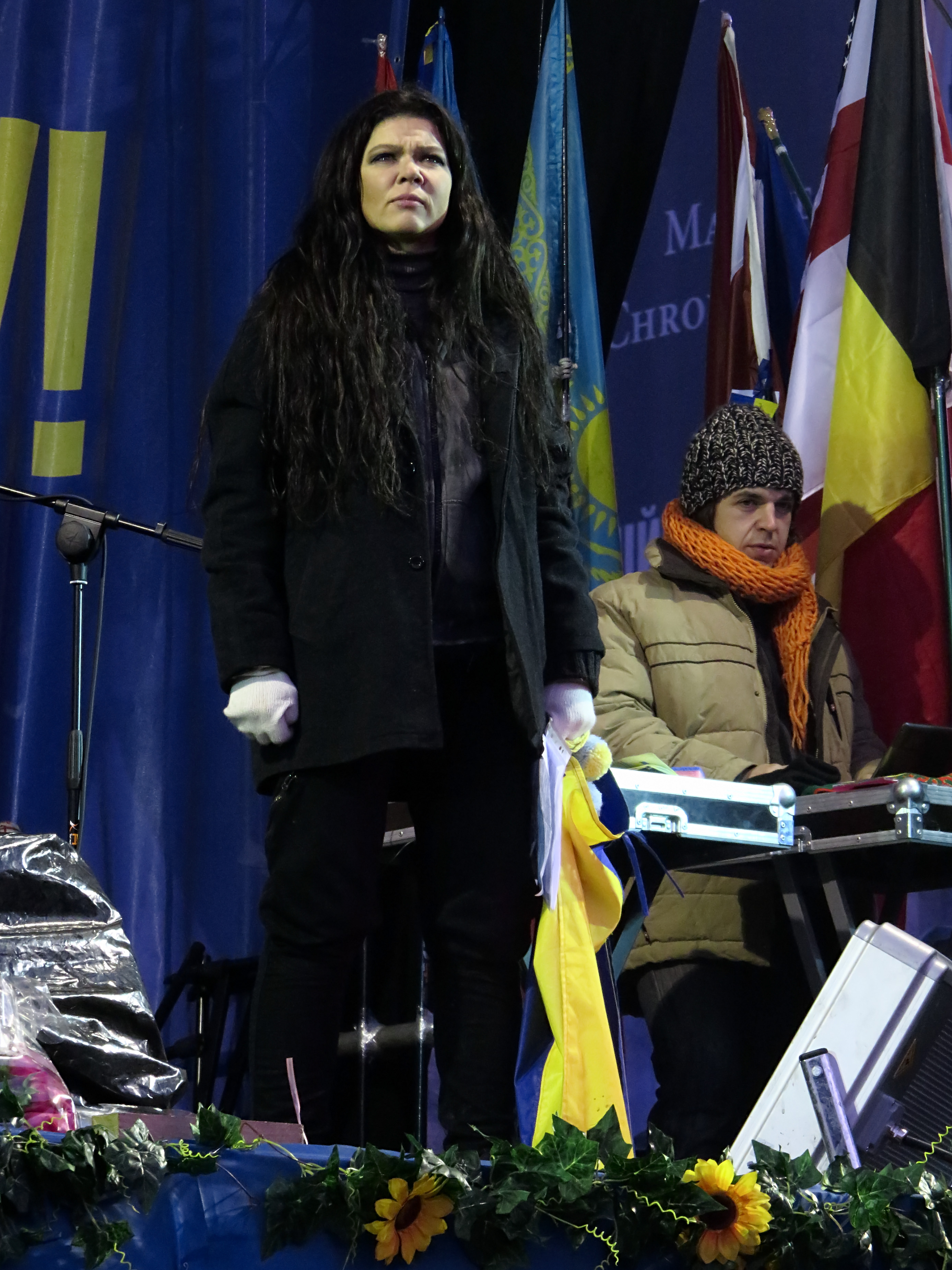
Ruslana på scenen på Majdan Nezalezjnosti
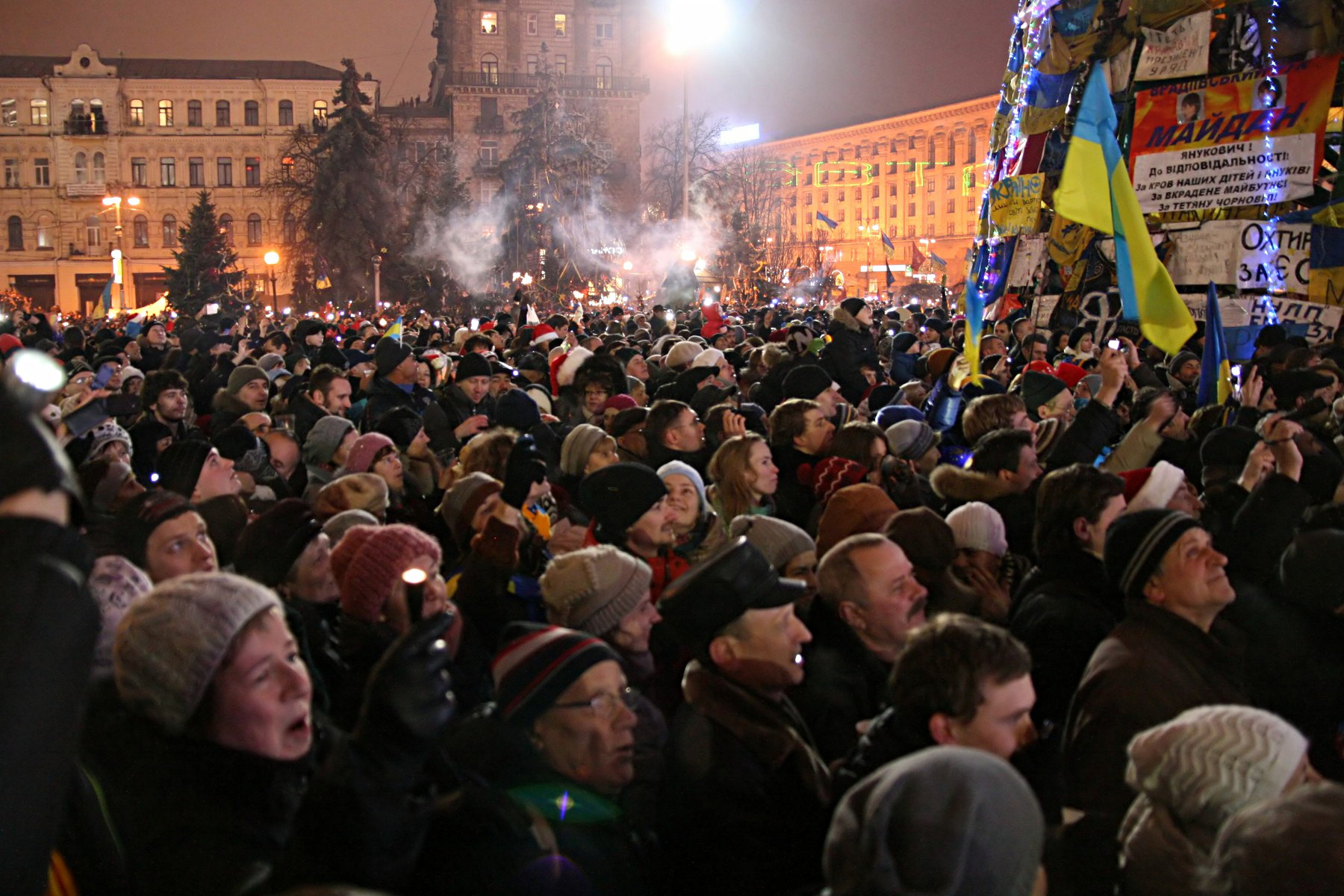
Nyår på Majdan Nezalezjnosti